# Österreichischer Fußball-Cup 2019/20

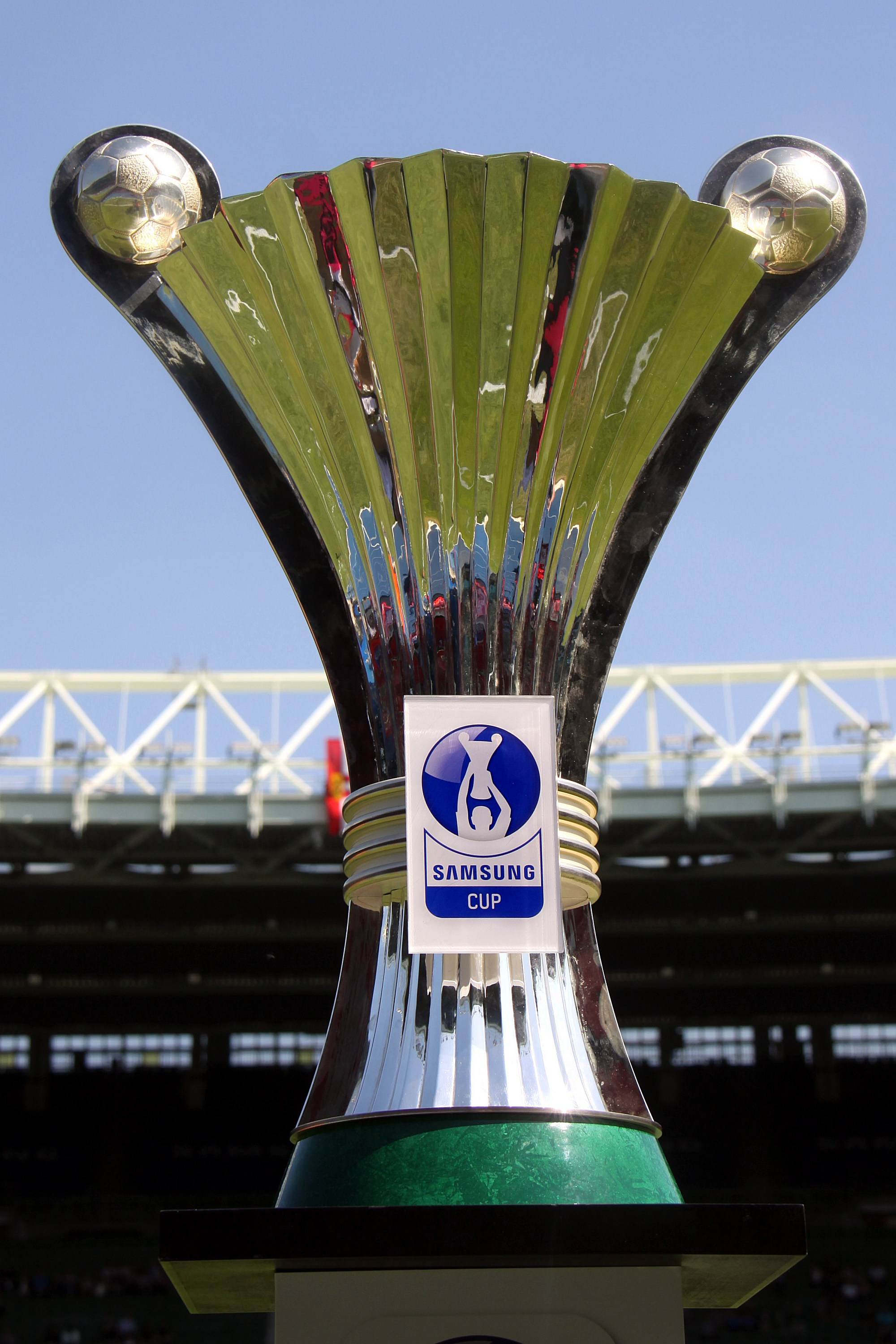
Siegestrophäe für Vereine: ÖFB-Pokal

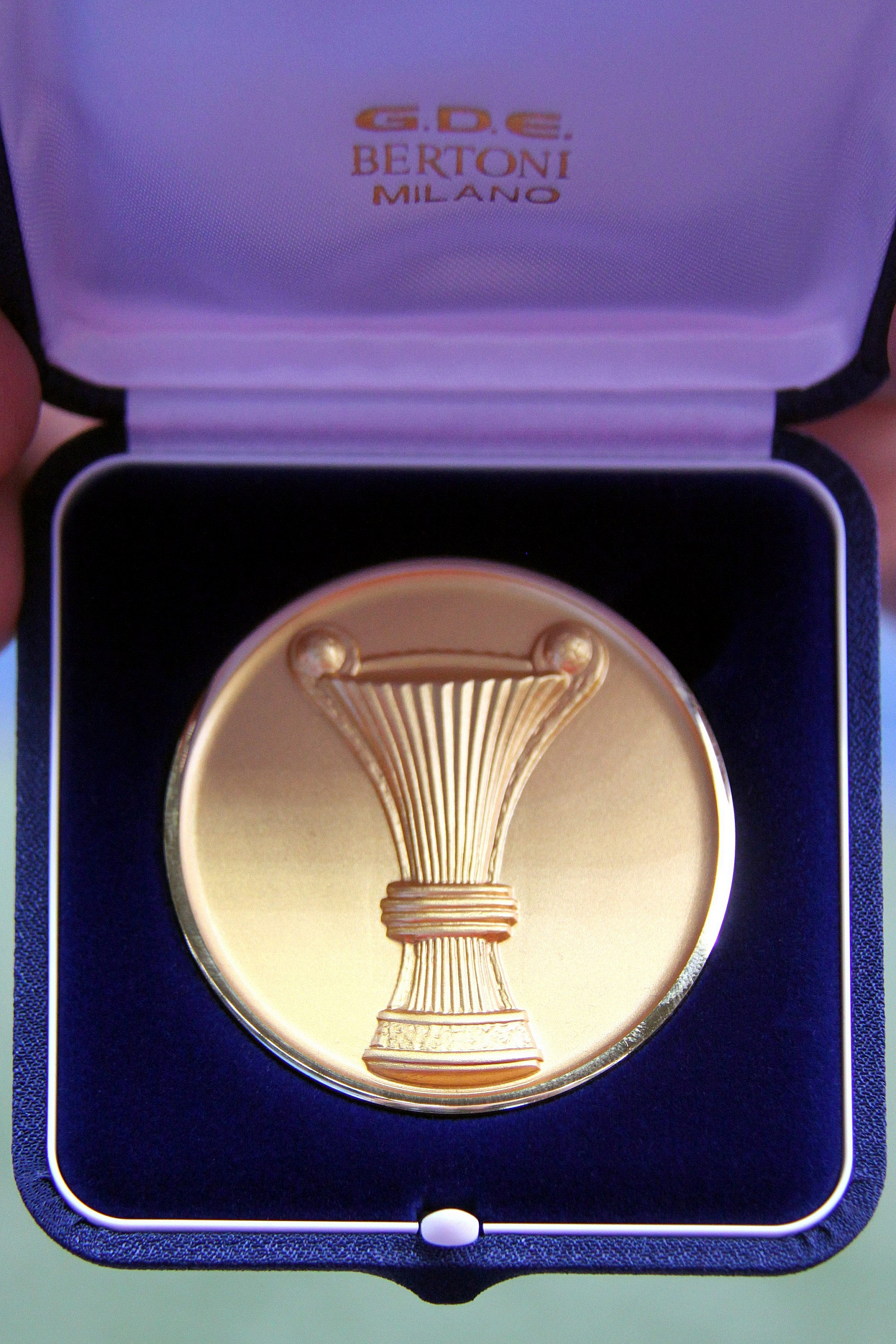
Siegermedaille für Spieler

Der Cup des Österreichischen Fußball-Bundes wurde in der Saison 2019/20 zum 85. Mal ausgespielt. Die offizielle Bezeichnung des Wettbewerbs lautete nach dem Bewerbssponsor Uniqa, der seit 2017 die Bewerb unterstützt, „Uniqa ÖFB Cup“. Der Slogan des Bewerbs lautet „#GlaubeWilleMut“ (bis 2017 „Tore für Europa“). Der Sieger ist berechtigt, an der UEFA Europa League 2020/21 teilzunehmen. Sollte der Pokalsieger schon für die UEFA Champions League qualifiziert sein, so nimmt der Tabellenvierte der Meisterschaft 2019/20 an der Qualifikation für die UEFA Europa League teil.
Im Finale besiegte der FC Red Bull Salzburg den Zweitligisten SC Austria Lustenau mit 5:0.

## Teilnehmer
An der ersten Runde nahmen 64 Mannschaften teil. Aus dem Profi-Bereich waren dies die zwölf Mannschaften der Bundesliga (FC Admira Wacker Mödling, SCR Altach, SK Sturm Graz, TSV Hartberg, LASK, SV Mattersburg, FC Red Bull Salzburg, SKN St. Pölten, WSG Tirol, FK Austria Wien, SK Rapid Wien, Wolfsberger AC) und 14 Mannschaften der 2. Liga (SKU Amstetten, FC Dornbirn 1913, Floridsdorfer AC, Grazer AK, SV Horn, FC Wacker Innsbruck, FC Juniors OÖ, Kapfenberger SV, SK Austria Klagenfurt, SV Lafnitz, FC Blau-Weiß Linz, SC Austria Lustenau, SV Ried, SK Vorwärts Steyr). Die Zweitmannschaften bzw. Farmteams von Bundesligisten (Young Violets und FC Liefering) waren nicht spielberechtigt. Der FC Juniors OÖ, der eigentlich auch als Farmteam des LASK fungiert und daher in der Vergangenheit auf eine Teilnahme verzichtete, nahm ab der Saison 2019/20 wieder am Cup teil.
Die restlichen Plätze wurden nach einem festgelegten Schlüssel auf Amateurvereine in den Landesverbänden aufgeteilt:
- 6 Mannschaften:
  - Niederösterreichischer Fußballverband
- 5 Mannschaften:
  - Oberösterreichischer Fußballverband
  - Steirischer Fußballverband
- 4 Mannschaften:
  - Burgenländischer Fußballverband
  - Kärntner Fußballverband
  - Salzburger Fußballverband
  - Tiroler Fußballverband
  - Wiener Fußball-Verband
- 3 Mannschaften:
  - Salzburger Fußballverband
  - Vorarlberger Fußballverband

Zum Teilnehmerkontingent jedes Landesverbands zählten zwingend die Sieger der jeweiligen Landes-Cups 2018/19.
| Bundesliga (12) | 2. Liga (14) | Landescupsieger (8) |
| --- | --- | --- |
| - FC Admira Wacker Mödling - SCR Altach - SK Sturm Graz - TSV Hartberg - LASK - SV Mattersburg - FC Red Bull Salzburg (M, C) - SKN St. Pölten - WSG Tirol - FK Austria Wien - SK Rapid Wien - Wolfsberger AC | - SKU Amstetten - FC Dornbirn 1913 - Floridsdorfer AC - Grazer AK - SV Horn - FC Wacker Innsbruck - FC Juniors OÖ - Kapfenberger SV - SK Austria Klagenfurt - SV Lafnitz - FC Blau-Weiß Linz - SC Austria Lustenau - SV Ried - SK Vorwärts Steyr | - SC Pinkafeld (B, L4) - ATSV Wolfsberg (K, RL) - SV Gloggnitz (NÖ, L5) - Union Edelweiß Linz (OÖ, L4) - USK Anif (S, EL) - SC Kalsdorf (ST, RL) - SC Schwaz (T, EL) - FC Dornbirn 1913 Anm1 (V, 2L) - ASK Elektra Wien (W, L4) |
| Regionalliga Ost (10) | Regionalliga Mitte (8) | Eliteligen im Westen (7) |
| - ASK-BSC Bruck/Leitha - ASV Draßburg - ASK Ebreichsdorf - SV Leobendorf - FC Marchfeld Donauauen - FC Mauerwerk - SC Neusiedl am See - FCM Traiskirchen - Wiener Sport-Club - SC Wiener Viktoria            | - USV Allerheiligen - TuS Bad Gleichenberg - FC Gleisdorf 09 - Union Gurten - ATSV Stadl-Paura - USV St. Anna - Union Vöcklamarkt - WSC Hertha Wels                                                                                              | - SV Hall - VfB Hohenems - FC Kitzbühel - FC Kufstein - FC Langenegg - SV Seekirchen 1945 - FC Wolfurt |
| Landesligen (5) | Anmerkungen | Anmerkungen |
| - SAK Klagenfurt (K) - ASKÖ Köttmannsdorf (K) - SC-ESV Parndorf 1919 (B) - SK Treibach (K) - FC Zell am See (S)                                                                                              | Anm1 Dornbirn gewann den Vorarlberger Cup, qualifizierte sich jedoch auch durch den Zweitligaaufstieg ohnehin für den ÖFB-Cup. | Anm1 Dornbirn gewann den Vorarlberger Cup, qualifizierte sich jedoch auch durch den Zweitligaaufstieg ohnehin für den ÖFB-Cup.                                                                                                  |

## Prämien
Seit der Saison 2013/14 verbleiben die Zuschauereinnahmen bis zum Halbfinale zur Gänze beim Heimteam.
Zusätzlich wurden ab der zweiten Runde bis zum Halbfinale Bewerbsprämien ausgeschüttet, die im Verhältnis 35 % (Heimverein) zu 65 % (Gast) geteilt wurden. Im Bedarfsfall wurden für weite Anreisen zusätzlich Fahrtkostenzuschüsse bezahlt. Darüber hinaus trug der ÖFB sämtliche Organisations- und Schiedsrichterkosten.
| Stufe         | Teilnehmer | Prämie      | Prämie      |
| Stufe         | Teilnehmer | Heimverein  | Gastverein  |
| ------------- | ---------- | ----------- | ----------- |
| 1. Runde      | 64 Teams   | € 01.000,-- | € 01.000,-- |
| 2. Runde      | 32 Teams   | € 03.500,-- | € 06.500,-- |
| Achtelfinale  | 16 Teams   | € 10.000,-- | € 15.000,-- |
| Viertelfinale | 08 Teams   | € 21.000,-- | € 39.000,-- |
| Halbfinale    | 04 Teams   | € 35.000,-- | € 65.000,-- |

Für das Erreichen des Finales erhielten beide Finalisten eine Prämie in Höhe von 150.000 Euro. Somit konnten aus dem Cup-Bewerb Prämien bis zu 275.500 Euro erzielt werden.
Darüber hinaus wurden für den Torschützenkönig 10.000 Euro ausgeschüttet. Der Fair-Play-Sieger wurde ebenso mit 10.000 Euro belohnt.

## Terminkalender
Gemäß Rahmenterminplan 2019/20 wurden folgende Spieltermine fixiert:
- 1. Runde: 19. bis 21. Juli 2019
- 2. Runde: 24. und 25. September 2019
- Achtelfinale: 29. und 30. Oktober 2019
- Viertelfinale: 8. und 9. Februar 2020
- Halbfinale: 3. und 4. März 2020
- Finale: 1. Mai 2020

## Fernsehübertragungen

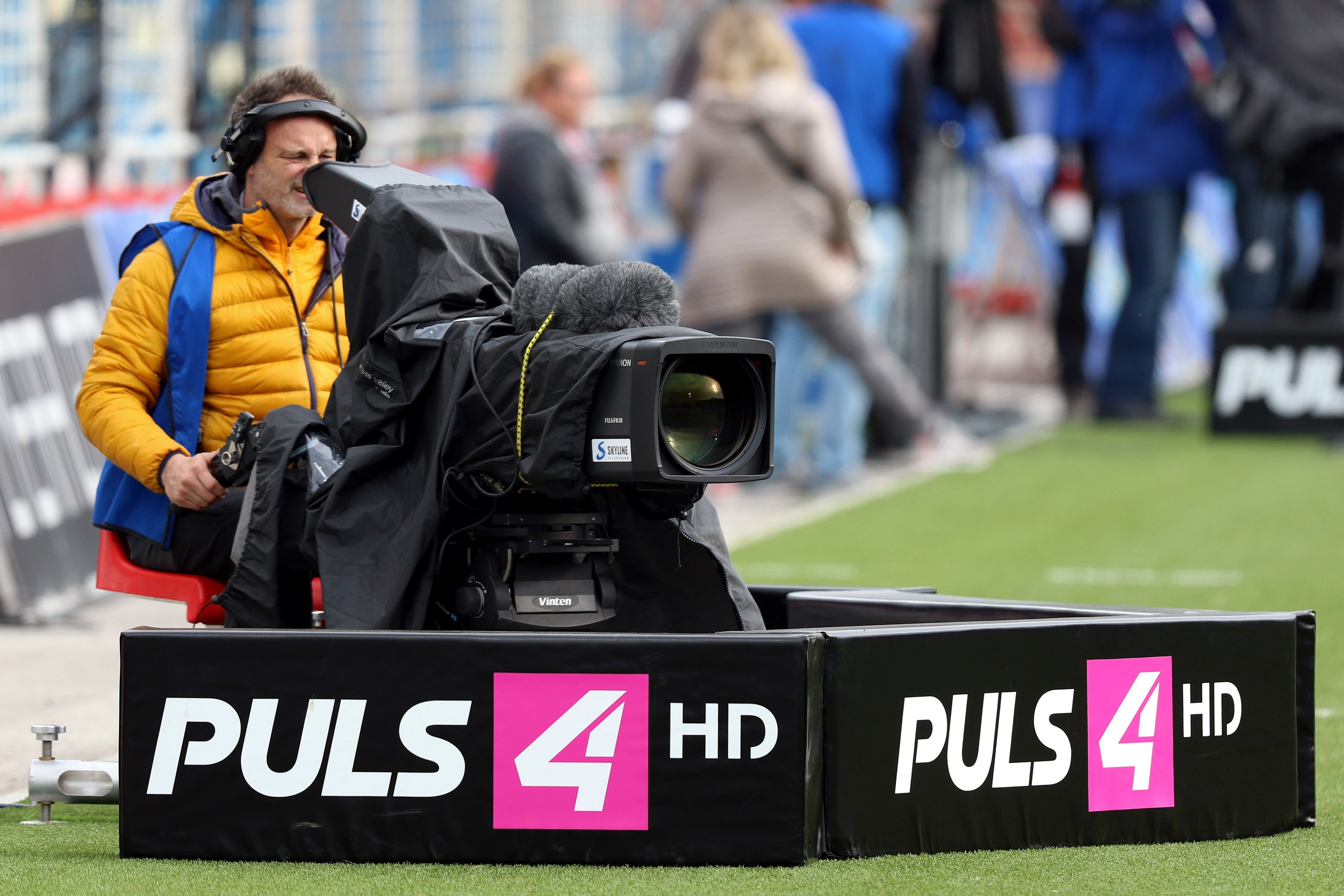
HD-Kamera im Auftrag von Puls 4

Ausgewählte Spiele des Cups wurden vom ORF, von ORF SPORT + und von Privatsendern, wie beispielsweise Puls 4, direkt übertragen. Für das Endspiel hatte der ORF das Exklusivrecht.
Einige Spiele waren auch im Livestream des ÖFB auf fussballoesterreich.at zu sehen.

## 1. Runde

### Auslosungsmodus
Die Auslosung der ersten Runde erfolgte am 28. Juni 2019 und wurde von Peter Stöger vorgenommen. Sie wurde von ORF SPORT + live übertragen.

### Paarungen der 1. Runde
Die Spiele der 1. Runde waren für Freitag 19., Samstag, 20. und Sonntag, 21. Juli 2019 vorgesehen. Die genauen Spieltermine wurden erst nach der Auslosung terminiert.
| Datum / Zuschauer  | Liga | Liga | Liga | Heimmannschaft | | Gastmannschaft | Ergebnis |
| ------------------ | --- | --- | --- | --- | --- | --- | --- |
| 19.07.2019 / 850   | EL | – | BL | USK Anif (LC) | – | SK Sturm Graz | 1:4 (1:2) |
| SR: Schüttengruber | Torschützen: | Torschützen: | Torschützen: | 0:1 (7.) Philipp Hosiner, 0:2 (30.) Otar Kiteischwili (30.), 1:2 (36.) Maximilian Dicker, 1:3 (67.) Juan Domínguez, 1:4 (78.) Emeka Eze | 0:1 (7.) Philipp Hosiner, 0:2 (30.) Otar Kiteischwili (30.), 1:2 (36.) Maximilian Dicker, 1:3 (67.) Juan Domínguez, 1:4 (78.) Emeka Eze | 0:1 (7.) Philipp Hosiner, 0:2 (30.) Otar Kiteischwili (30.), 1:2 (36.) Maximilian Dicker, 1:3 (67.) Juan Domínguez, 1:4 (78.) Emeka Eze | 0:1 (7.) Philipp Hosiner, 0:2 (30.) Otar Kiteischwili (30.), 1:2 (36.) Maximilian Dicker, 1:3 (67.) Juan Domínguez, 1:4 (78.) Emeka Eze |
| 19.07.2019 / 300   | EL | – | 2L | FC Langenegg | – | SK Austria Klagenfurt | 1:4 (1:1) |
| SR: Altmann        | Torschützen: | Torschützen: | Torschützen: | 1:0 (20.) Kevin Bentele, 1:1 (35.) Sandro Zakany, 1:2 (53.) Markus Rusek, 1:3 (65., Elfmeter) Sandro Zakany, 1:4 (76.) Ivan Šaravanja | 1:0 (20.) Kevin Bentele, 1:1 (35.) Sandro Zakany, 1:2 (53.) Markus Rusek, 1:3 (65., Elfmeter) Sandro Zakany, 1:4 (76.) Ivan Šaravanja | 1:0 (20.) Kevin Bentele, 1:1 (35.) Sandro Zakany, 1:2 (53.) Markus Rusek, 1:3 (65., Elfmeter) Sandro Zakany, 1:4 (76.) Ivan Šaravanja | 1:0 (20.) Kevin Bentele, 1:1 (35.) Sandro Zakany, 1:2 (53.) Markus Rusek, 1:3 (65., Elfmeter) Sandro Zakany, 1:4 (76.) Ivan Šaravanja |
| 19.07.2019 / 900   | L4 | – | BL | SK Treibach | – | WSG Tirol | 1:2 (0:0) |
| SR: Gishamer       | Torschützen: | Torschützen: | Torschützen: | 0:1 (48.) Zlatko Dedič, 0:2 (85.) Kevin Nitzlnader, 1:2 (90+1., Elfmeter) Kevin Vaschauner | 0:1 (48.) Zlatko Dedič, 0:2 (85.) Kevin Nitzlnader, 1:2 (90+1., Elfmeter) Kevin Vaschauner | 0:1 (48.) Zlatko Dedič, 0:2 (85.) Kevin Nitzlnader, 1:2 (90+1., Elfmeter) Kevin Vaschauner | 0:1 (48.) Zlatko Dedič, 0:2 (85.) Kevin Nitzlnader, 1:2 (90+1., Elfmeter) Kevin Vaschauner |
| 19.07.2019 / 450   | RL | – | 2L | ASK-BSC Bruck/Leitha | – | SV Ried | 0:4 (0:3) |
| SR: Jandl          | Torschützen: | Torschützen: | Torschützen: | 0:1 (32.) Manuel Kerhe, 0:2 (41.) Jefté Betancor, 0:3 (43.) Jefté Betancor, 0:4 (80.) Canillas | 0:1 (32.) Manuel Kerhe, 0:2 (41.) Jefté Betancor, 0:3 (43.) Jefté Betancor, 0:4 (80.) Canillas | 0:1 (32.) Manuel Kerhe, 0:2 (41.) Jefté Betancor, 0:3 (43.) Jefté Betancor, 0:4 (80.) Canillas | 0:1 (32.) Manuel Kerhe, 0:2 (41.) Jefté Betancor, 0:3 (43.) Jefté Betancor, 0:4 (80.) Canillas |
| 19.07.2019 / 750   | RL | – | 2L | ASK Ebreichsdorf | – | SV Lafnitz | 1:1 (1:0) / 2:1 n. V. |
| SR: Untergasser    | Torschützen: | Torschützen: | Torschützen: | 1:0 (6.) Luka Gusić, 1:1 (66.) Barnabás Varga, 2:1 (115.) Alexander Frank : Miloš Jovičić (SV Lafnitz, 79.), Barnabás Varga (SV Lafnitz, 120.) | 1:0 (6.) Luka Gusić, 1:1 (66.) Barnabás Varga, 2:1 (115.) Alexander Frank : Miloš Jovičić (SV Lafnitz, 79.), Barnabás Varga (SV Lafnitz, 120.) | 1:0 (6.) Luka Gusić, 1:1 (66.) Barnabás Varga, 2:1 (115.) Alexander Frank : Miloš Jovičić (SV Lafnitz, 79.), Barnabás Varga (SV Lafnitz, 120.) | 1:0 (6.) Luka Gusić, 1:1 (66.) Barnabás Varga, 2:1 (115.) Alexander Frank : Miloš Jovičić (SV Lafnitz, 79.), Barnabás Varga (SV Lafnitz, 120.) |
| 19.07.2019 / 260   | RL | – | L4 | ATSV Wolfsberg (LC) | – | ASK Elektra Wien (LC) | 4:1 (3:0) |
| SR: Semler         | Torschützen: | Torschützen: | Torschützen: | 1:0 (31.) Marcel Stoni, 2:0 (34.) Bastian Rupp, 3:0 (42.) Bastian Rupp, 3:1 (46.) Rares-Sergiu Chiorean, 4:1 (69.) Medin Mehmedović | 1:0 (31.) Marcel Stoni, 2:0 (34.) Bastian Rupp, 3:0 (42.) Bastian Rupp, 3:1 (46.) Rares-Sergiu Chiorean, 4:1 (69.) Medin Mehmedović | 1:0 (31.) Marcel Stoni, 2:0 (34.) Bastian Rupp, 3:0 (42.) Bastian Rupp, 3:1 (46.) Rares-Sergiu Chiorean, 4:1 (69.) Medin Mehmedović | 1:0 (31.) Marcel Stoni, 2:0 (34.) Bastian Rupp, 3:0 (42.) Bastian Rupp, 3:1 (46.) Rares-Sergiu Chiorean, 4:1 (69.) Medin Mehmedović |
| 19.07.2019 / 500   | EL | – | 2L | SV Hall | – | FC Juniors OÖ | 1:5 (0:2) |
| SR: Jäger          | Torschützen: | Torschützen: | Torschützen: | 0:1 (43.) Andy Reyes, 0:2 (45.) Andy Reyes, 0:3 (52.) Andy Reyes, 0:4 (78.) Christopher Cvetko, 1:4 (82.) Ramo Buljubasic, 1:5 (86.) Daniel Jelisic : Nicolas Meister (FC Juniors OÖ, 56.) | 0:1 (43.) Andy Reyes, 0:2 (45.) Andy Reyes, 0:3 (52.) Andy Reyes, 0:4 (78.) Christopher Cvetko, 1:4 (82.) Ramo Buljubasic, 1:5 (86.) Daniel Jelisic : Nicolas Meister (FC Juniors OÖ, 56.) | 0:1 (43.) Andy Reyes, 0:2 (45.) Andy Reyes, 0:3 (52.) Andy Reyes, 0:4 (78.) Christopher Cvetko, 1:4 (82.) Ramo Buljubasic, 1:5 (86.) Daniel Jelisic : Nicolas Meister (FC Juniors OÖ, 56.) | 0:1 (43.) Andy Reyes, 0:2 (45.) Andy Reyes, 0:3 (52.) Andy Reyes, 0:4 (78.) Christopher Cvetko, 1:4 (82.) Ramo Buljubasic, 1:5 (86.) Daniel Jelisic : Nicolas Meister (FC Juniors OÖ, 56.) |
| 19.07.2019 / 400   | RL | – | 2L | TuS Bad Gleichenberg | – | SK Vorwärts Steyr | 2:3 (1:1) |
| SR: Marik          | Torschützen: | Torschützen: | Torschützen: | 1:0 (20.) Markus Forjan, 1:1 (31.) Christopher Bibaku, 2:1 (64.) Daniel Rossmann, 2:2 (69.) Alin Roman, 2:3 (76.) Josip Martinović | 1:0 (20.) Markus Forjan, 1:1 (31.) Christopher Bibaku, 2:1 (64.) Daniel Rossmann, 2:2 (69.) Alin Roman, 2:3 (76.) Josip Martinović | 1:0 (20.) Markus Forjan, 1:1 (31.) Christopher Bibaku, 2:1 (64.) Daniel Rossmann, 2:2 (69.) Alin Roman, 2:3 (76.) Josip Martinović | 1:0 (20.) Markus Forjan, 1:1 (31.) Christopher Bibaku, 2:1 (64.) Daniel Rossmann, 2:2 (69.) Alin Roman, 2:3 (76.) Josip Martinović |
| 19.07.2019 / 1.150 | EL | – | 2L | FC Kitzbühel | – | FC Wacker Innsbruck | 0:7 (0:1) |
| SR: Talic          | Torschützen: | Torschützen: | Torschützen: | 0:1 (1.) Murat Satin, 0:2 (51., Elfmeter) Murat Satin, 0:3 (57.) Ertugrul Yildirim, 0:4 (66.) Ertugrul Yildirim, 0:5 (84.) Elvin Ibrisimovic, 0:6 (86.) Elvin Ibrisimovic, 0:7 (87.) Ertugrul Yildirim : Maximilian Gruber (FC Kitzbühel, 56.) | 0:1 (1.) Murat Satin, 0:2 (51., Elfmeter) Murat Satin, 0:3 (57.) Ertugrul Yildirim, 0:4 (66.) Ertugrul Yildirim, 0:5 (84.) Elvin Ibrisimovic, 0:6 (86.) Elvin Ibrisimovic, 0:7 (87.) Ertugrul Yildirim : Maximilian Gruber (FC Kitzbühel, 56.) | 0:1 (1.) Murat Satin, 0:2 (51., Elfmeter) Murat Satin, 0:3 (57.) Ertugrul Yildirim, 0:4 (66.) Ertugrul Yildirim, 0:5 (84.) Elvin Ibrisimovic, 0:6 (86.) Elvin Ibrisimovic, 0:7 (87.) Ertugrul Yildirim : Maximilian Gruber (FC Kitzbühel, 56.) | 0:1 (1.) Murat Satin, 0:2 (51., Elfmeter) Murat Satin, 0:3 (57.) Ertugrul Yildirim, 0:4 (66.) Ertugrul Yildirim, 0:5 (84.) Elvin Ibrisimovic, 0:6 (86.) Elvin Ibrisimovic, 0:7 (87.) Ertugrul Yildirim : Maximilian Gruber (FC Kitzbühel, 56.) |
| 19.07.2019 / 1.111 | RL | – | 2L | Wiener Sport-Club | – | FC Dornbirn 1913 (LC) | 2:6 (0:2) |
| SR: Fluch          | Torschützen: | Torschützen: | Torschützen: | 0:1 (1.) Egzon Shabani, 0:2 (36.) Egzon Shabani, 0:3 (50.) Florian Prirsch, 0:4 (65.) Ygor, 0:5 (84.) Deniz Mujić, 0:6 (87.) Ygor, 1:6 (90+1.) Philip Dimov, 2:6 (90+3.) Jakov Josic | 0:1 (1.) Egzon Shabani, 0:2 (36.) Egzon Shabani, 0:3 (50.) Florian Prirsch, 0:4 (65.) Ygor, 0:5 (84.) Deniz Mujić, 0:6 (87.) Ygor, 1:6 (90+1.) Philip Dimov, 2:6 (90+3.) Jakov Josic | 0:1 (1.) Egzon Shabani, 0:2 (36.) Egzon Shabani, 0:3 (50.) Florian Prirsch, 0:4 (65.) Ygor, 0:5 (84.) Deniz Mujić, 0:6 (87.) Ygor, 1:6 (90+1.) Philip Dimov, 2:6 (90+3.) Jakov Josic | 0:1 (1.) Egzon Shabani, 0:2 (36.) Egzon Shabani, 0:3 (50.) Florian Prirsch, 0:4 (65.) Ygor, 0:5 (84.) Deniz Mujić, 0:6 (87.) Ygor, 1:6 (90+1.) Philip Dimov, 2:6 (90+3.) Jakov Josic |
| 19.07.2019 / 400   | RL | – | L4 | Union Gurten | – | FC Zell am See | 1:0 (1:0) |
| SR: Mayrhofer      | Torschützen: | Torschützen: | Torschützen: | 1:0 (18.) Filip Matijašević | 1:0 (18.) Filip Matijašević | 1:0 (18.) Filip Matijašević | 1:0 (18.) Filip Matijašević |
| 19.07.2019 / 300   | RL | – | RL | FC Gleisdorf 09 | – | ASV Draßburg | 4:0 (1:0) |
| SR: Nagele         | Torschützen: | Torschützen: | Torschützen: | 1:0 (9.) David Gräfischer, 2:0 (64.) Dominik Weiss, 3:0 (76., Elfmeter) Dominik Weiss, 4:0 (86.) Dominik Weiss | 1:0 (9.) David Gräfischer, 2:0 (64.) Dominik Weiss, 3:0 (76., Elfmeter) Dominik Weiss, 4:0 (86.) Dominik Weiss | 1:0 (9.) David Gräfischer, 2:0 (64.) Dominik Weiss, 3:0 (76., Elfmeter) Dominik Weiss, 4:0 (86.) Dominik Weiss | 1:0 (9.) David Gräfischer, 2:0 (64.) Dominik Weiss, 3:0 (76., Elfmeter) Dominik Weiss, 4:0 (86.) Dominik Weiss |
| 19.07.2019 / 450   | EL | – | 2L | SV Seekirchen 1945 | – | SKU Amstetten | 1:4 (1:1) |
| SR: Sadikovski     | Torschützen: | Torschützen: | Torschützen: | 0:1 (37., Elfmeter) Daniel Maderner, 1:1 (43.) Timo Neuhofer, 1:2 (49., Elfmeter) Daniel Maderner, 1:3 (61.) Marco Stark (61.), Marco Stark (70.) | 0:1 (37., Elfmeter) Daniel Maderner, 1:1 (43.) Timo Neuhofer, 1:2 (49., Elfmeter) Daniel Maderner, 1:3 (61.) Marco Stark (61.), Marco Stark (70.) | 0:1 (37., Elfmeter) Daniel Maderner, 1:1 (43.) Timo Neuhofer, 1:2 (49., Elfmeter) Daniel Maderner, 1:3 (61.) Marco Stark (61.), Marco Stark (70.) | 0:1 (37., Elfmeter) Daniel Maderner, 1:1 (43.) Timo Neuhofer, 1:2 (49., Elfmeter) Daniel Maderner, 1:3 (61.) Marco Stark (61.), Marco Stark (70.) |
| 19.07.2019 / 200   | RL | – | RL | FC Mauerwerk | – | FC Marchfeld Donauauen | 1:2 (0:1) |
| SR: Kouba          | Torschützen: | Torschützen: | Torschützen: | 0:1 (38.) Ratko Buljić, 1:1 (50.) Formose Mendy, 1:2 (90+2.) Hakan Gökçek | 0:1 (38.) Ratko Buljić, 1:1 (50.) Formose Mendy, 1:2 (90+2.) Hakan Gökçek | 0:1 (38.) Ratko Buljić, 1:1 (50.) Formose Mendy, 1:2 (90+2.) Hakan Gökçek | 0:1 (38.) Ratko Buljić, 1:1 (50.) Formose Mendy, 1:2 (90+2.) Hakan Gökçek |
| 19.07.2019 / 1.500 | L4 | – | BL | SC-ESV Parndorf 1919 | – | FC Red Bull Salzburg (M, C) | 1:7 (0:3) |
| SR: Grobelnik      | Torschützen: | Torschützen: | Torschützen: | 0:1 (5.) Takumi Minamino, 0:2 (34., Elfmeter) Erling Haaland, 0:3 (39.) Patrick Farkas, 0:4 (48.) Patson Daka, 0:5 (54.) Patrick Farkas, 1:5 (71.) Ľubomír Urgela, 1:6 (73.) Erling Haaland, 1:7 (90.) Erling Haaland | 0:1 (5.) Takumi Minamino, 0:2 (34., Elfmeter) Erling Haaland, 0:3 (39.) Patrick Farkas, 0:4 (48.) Patson Daka, 0:5 (54.) Patrick Farkas, 1:5 (71.) Ľubomír Urgela, 1:6 (73.) Erling Haaland, 1:7 (90.) Erling Haaland | 0:1 (5.) Takumi Minamino, 0:2 (34., Elfmeter) Erling Haaland, 0:3 (39.) Patrick Farkas, 0:4 (48.) Patson Daka, 0:5 (54.) Patrick Farkas, 1:5 (71.) Ľubomír Urgela, 1:6 (73.) Erling Haaland, 1:7 (90.) Erling Haaland | 0:1 (5.) Takumi Minamino, 0:2 (34., Elfmeter) Erling Haaland, 0:3 (39.) Patrick Farkas, 0:4 (48.) Patson Daka, 0:5 (54.) Patrick Farkas, 1:5 (71.) Ľubomír Urgela, 1:6 (73.) Erling Haaland, 1:7 (90.) Erling Haaland |
| 20.07.2019 / 500   | EL | – | 2L | FC Wolfurt | – | Floridsdorfer AC | 0:3 (0:2) |
| SR: Bramböck       | Torschützen: | Torschützen: | Torschützen: | 0:1 (1.) Burak Yilmaz, 0:2 (31.) Marco Sahanek, 0:3 (80.) Philipp Prosenik | 0:1 (1.) Burak Yilmaz, 0:2 (31.) Marco Sahanek, 0:3 (80.) Philipp Prosenik | 0:1 (1.) Burak Yilmaz, 0:2 (31.) Marco Sahanek, 0:3 (80.) Philipp Prosenik | 0:1 (1.) Burak Yilmaz, 0:2 (31.) Marco Sahanek, 0:3 (80.) Philipp Prosenik |
| 20.07.2019 / 500   | RL | – | BL | SC Wiener Viktoria | – | TSV Hartberg | 2:2 (0:1) / 2:2 n. V. / 5:3 i. E. |
| SR: Kijas          | Torschützen: | Torschützen: | Torschützen: | 0:1 (29.) Dario Tadić, 1:1 (66.) Sebastian Leimhofer, 2:1 (69.) Sebastian Leimhofer, 2:2 (77., Elfmeter) Dario Tadić | 0:1 (29.) Dario Tadić, 1:1 (66.) Sebastian Leimhofer, 2:1 (69.) Sebastian Leimhofer, 2:2 (77., Elfmeter) Dario Tadić | 0:1 (29.) Dario Tadić, 1:1 (66.) Sebastian Leimhofer, 2:1 (69.) Sebastian Leimhofer, 2:2 (77., Elfmeter) Dario Tadić | 0:1 (29.) Dario Tadić, 1:1 (66.) Sebastian Leimhofer, 2:1 (69.) Sebastian Leimhofer, 2:2 (77., Elfmeter) Dario Tadić |
| 20.07.2019 / 1.544 | L4 | – | BL | ASKÖ Köttmannsdorf | – | FK Austria Wien | 0:9 (0:3) |
| SR: Ciochirca      | Torschützen: | Torschützen: | Torschützen: | 0:1 (9.) Dominik Prokop, 0:2 (24.) Dominik Prokop, 0:3 (30.) Alexander Grünwald, 0:4 (46.) Christoph Monschein, 0:5 (49.) Alexander Grünwald, 0:6 (53.) Tarkan Serbest, 0:7 (58.) Bright Edomwonyi, 0:8 (67.) Alexander Grünwald, 0:9 (83.) Sterling Yateke | 0:1 (9.) Dominik Prokop, 0:2 (24.) Dominik Prokop, 0:3 (30.) Alexander Grünwald, 0:4 (46.) Christoph Monschein, 0:5 (49.) Alexander Grünwald, 0:6 (53.) Tarkan Serbest, 0:7 (58.) Bright Edomwonyi, 0:8 (67.) Alexander Grünwald, 0:9 (83.) Sterling Yateke | 0:1 (9.) Dominik Prokop, 0:2 (24.) Dominik Prokop, 0:3 (30.) Alexander Grünwald, 0:4 (46.) Christoph Monschein, 0:5 (49.) Alexander Grünwald, 0:6 (53.) Tarkan Serbest, 0:7 (58.) Bright Edomwonyi, 0:8 (67.) Alexander Grünwald, 0:9 (83.) Sterling Yateke | 0:1 (9.) Dominik Prokop, 0:2 (24.) Dominik Prokop, 0:3 (30.) Alexander Grünwald, 0:4 (46.) Christoph Monschein, 0:5 (49.) Alexander Grünwald, 0:6 (53.) Tarkan Serbest, 0:7 (58.) Bright Edomwonyi, 0:8 (67.) Alexander Grünwald, 0:9 (83.) Sterling Yateke |
| 20.07.2019 / 650   | L4 | – | BL | SC Pinkafeld (LC) | – | SV Mattersburg | 0:10 (0:3) |
| SR: Harkam         | Torschützen: | Torschützen: | Torschützen: | 0:1 (2.) Stephan Schimandl, 0:2 (19.) Patrick Bürger, 0:3 (45+1.) Jano, 0:4 (47.) Andreas Kuen, 0:5 (50., Elfmeter) Patrick Bürger, 0:6 (55.) Patrick Bürger, 0:7 (58.) Patrick Bürger, 0:8 (69.) Marko Kvasina, 0:9 (88.) Stephan Schimandl, 0:10 (89.) Christoph Halper | 0:1 (2.) Stephan Schimandl, 0:2 (19.) Patrick Bürger, 0:3 (45+1.) Jano, 0:4 (47.) Andreas Kuen, 0:5 (50., Elfmeter) Patrick Bürger, 0:6 (55.) Patrick Bürger, 0:7 (58.) Patrick Bürger, 0:8 (69.) Marko Kvasina, 0:9 (88.) Stephan Schimandl, 0:10 (89.) Christoph Halper | 0:1 (2.) Stephan Schimandl, 0:2 (19.) Patrick Bürger, 0:3 (45+1.) Jano, 0:4 (47.) Andreas Kuen, 0:5 (50., Elfmeter) Patrick Bürger, 0:6 (55.) Patrick Bürger, 0:7 (58.) Patrick Bürger, 0:8 (69.) Marko Kvasina, 0:9 (88.) Stephan Schimandl, 0:10 (89.) Christoph Halper | 0:1 (2.) Stephan Schimandl, 0:2 (19.) Patrick Bürger, 0:3 (45+1.) Jano, 0:4 (47.) Andreas Kuen, 0:5 (50., Elfmeter) Patrick Bürger, 0:6 (55.) Patrick Bürger, 0:7 (58.) Patrick Bürger, 0:8 (69.) Marko Kvasina, 0:9 (88.) Stephan Schimandl, 0:10 (89.) Christoph Halper |
| 20.07.2019 / 1.030 | L5 | – | BL | SV Gloggnitz (LC) | – | SKN St. Pölten | 1:2 (0:1) |
| SR: Gmeiner        | Torschützen: | Torschützen: | Torschützen: | 0:1 (37.) Aleksandar Vucenovic, 1:1 (58.) Helmut Prenner, 1:2 (73.) Daniel Luxbacher | 0:1 (37.) Aleksandar Vucenovic, 1:1 (58.) Helmut Prenner, 1:2 (73.) Daniel Luxbacher | 0:1 (37.) Aleksandar Vucenovic, 1:1 (58.) Helmut Prenner, 1:2 (73.) Daniel Luxbacher | 0:1 (37.) Aleksandar Vucenovic, 1:1 (58.) Helmut Prenner, 1:2 (73.) Daniel Luxbacher |
| 20.07.2019 / 333   | RL | – | EL | WSC Hertha Wels | – | VfB Hohenems | 1:0 (1:0) |
| SR: Sampl          | Torschützen: | Torschützen: | Torschützen: | 1:0 (10.) Manuel Hartl | 1:0 (10.) Manuel Hartl | 1:0 (10.) Manuel Hartl | 1:0 (10.) Manuel Hartl |
| 20.07.2019 / 254   | RL | – | 2L | ATSV Stadl-Paura | – | SC Austria Lustenau | 0:5 (0:2) |
| SR: Gnam           | Torschützen: | Torschützen: | Torschützen: | 0:1 (36., Elfmeter) Ronivaldo, 0:2 (41., Elfmeter) Ronivaldo, 0:3 (57.) Ronivaldo, 0:4 (66.) Ronivaldo, 0:5 (67.) Ronivaldo : Roberto Stajev (ATSV Stadl-Paura, 35.), Enis Kolakovic (ATSV Stadl-Paura, 40.) | 0:1 (36., Elfmeter) Ronivaldo, 0:2 (41., Elfmeter) Ronivaldo, 0:3 (57.) Ronivaldo, 0:4 (66.) Ronivaldo, 0:5 (67.) Ronivaldo : Roberto Stajev (ATSV Stadl-Paura, 35.), Enis Kolakovic (ATSV Stadl-Paura, 40.) | 0:1 (36., Elfmeter) Ronivaldo, 0:2 (41., Elfmeter) Ronivaldo, 0:3 (57.) Ronivaldo, 0:4 (66.) Ronivaldo, 0:5 (67.) Ronivaldo : Roberto Stajev (ATSV Stadl-Paura, 35.), Enis Kolakovic (ATSV Stadl-Paura, 40.) | 0:1 (36., Elfmeter) Ronivaldo, 0:2 (41., Elfmeter) Ronivaldo, 0:3 (57.) Ronivaldo, 0:4 (66.) Ronivaldo, 0:5 (67.) Ronivaldo : Roberto Stajev (ATSV Stadl-Paura, 35.), Enis Kolakovic (ATSV Stadl-Paura, 40.) |
| 20.07.2019 / 450   | EL | – | BL | FC Kufstein | – | SCR Altach | 1:6 (1:2) |
| SR: Jäger          | Torschützen: | Torschützen: | Torschützen: | 0:1 (13.) Marco Meilinger, 1:1 (36.) Tidiane M’Baye, 1:2 (37.) Mërgim Berisha, 1:3 (53., Eigentor) Dawid Bober, 1:4 (85.) Ousmane Diakité, 1:5 (86.) Marco Meilinger, 1:6 (89.) Florian Jamnig : Jan Zwischenbrugger (SCR Altach, 23.) | 0:1 (13.) Marco Meilinger, 1:1 (36.) Tidiane M’Baye, 1:2 (37.) Mërgim Berisha, 1:3 (53., Eigentor) Dawid Bober, 1:4 (85.) Ousmane Diakité, 1:5 (86.) Marco Meilinger, 1:6 (89.) Florian Jamnig : Jan Zwischenbrugger (SCR Altach, 23.) | 0:1 (13.) Marco Meilinger, 1:1 (36.) Tidiane M’Baye, 1:2 (37.) Mërgim Berisha, 1:3 (53., Eigentor) Dawid Bober, 1:4 (85.) Ousmane Diakité, 1:5 (86.) Marco Meilinger, 1:6 (89.) Florian Jamnig : Jan Zwischenbrugger (SCR Altach, 23.) | 0:1 (13.) Marco Meilinger, 1:1 (36.) Tidiane M’Baye, 1:2 (37.) Mërgim Berisha, 1:3 (53., Eigentor) Dawid Bober, 1:4 (85.) Ousmane Diakité, 1:5 (86.) Marco Meilinger, 1:6 (89.) Florian Jamnig : Jan Zwischenbrugger (SCR Altach, 23.) |
| 20.07.2019 / 700   | L4 | – | BL | SAK Klagenfurt | – | Wolfsberger AC | 0:9 (0:4) |
| SR: Spurny         | Torschützen: | Torschützen: | Torschützen: | 0:1 (5.) Shon Weissman, 0:2 (19.) Marcel Ritzmaier, 0:3 (27.) Marc Andre Schmerböck, 0:4 (30.) Mario Leitgeb, 0:5 (50.) Shon Weissman, 0:6 (52.) Marc Andre Schmerböck, 0:7 (81.) Michael Liendl, 0:8 (84.) Anderson Niangbo, 0:9 (90.) Romano Schmid | 0:1 (5.) Shon Weissman, 0:2 (19.) Marcel Ritzmaier, 0:3 (27.) Marc Andre Schmerböck, 0:4 (30.) Mario Leitgeb, 0:5 (50.) Shon Weissman, 0:6 (52.) Marc Andre Schmerböck, 0:7 (81.) Michael Liendl, 0:8 (84.) Anderson Niangbo, 0:9 (90.) Romano Schmid | 0:1 (5.) Shon Weissman, 0:2 (19.) Marcel Ritzmaier, 0:3 (27.) Marc Andre Schmerböck, 0:4 (30.) Mario Leitgeb, 0:5 (50.) Shon Weissman, 0:6 (52.) Marc Andre Schmerböck, 0:7 (81.) Michael Liendl, 0:8 (84.) Anderson Niangbo, 0:9 (90.) Romano Schmid | 0:1 (5.) Shon Weissman, 0:2 (19.) Marcel Ritzmaier, 0:3 (27.) Marc Andre Schmerböck, 0:4 (30.) Mario Leitgeb, 0:5 (50.) Shon Weissman, 0:6 (52.) Marc Andre Schmerböck, 0:7 (81.) Michael Liendl, 0:8 (84.) Anderson Niangbo, 0:9 (90.) Romano Schmid |
| 20.07.2019 / 750   | RL | – | 2L | SV Leobendorf | – | FC Blau-Weiß Linz | 0:5 (0:0) |
| SR: Fröhlacher     | Torschützen: | Torschützen: | Torschützen: | 0:1 (58.) Lukas Tursch, 0:2 (75.) Fabian Schubert, 0:3 (79.) Nosa Iyobosa Edokpolor, 0:4 (85.) Fabian Schubert, 0:5 (90.) Fabian Schubert | 0:1 (58.) Lukas Tursch, 0:2 (75.) Fabian Schubert, 0:3 (79.) Nosa Iyobosa Edokpolor, 0:4 (85.) Fabian Schubert, 0:5 (90.) Fabian Schubert | 0:1 (58.) Lukas Tursch, 0:2 (75.) Fabian Schubert, 0:3 (79.) Nosa Iyobosa Edokpolor, 0:4 (85.) Fabian Schubert, 0:5 (90.) Fabian Schubert | 0:1 (58.) Lukas Tursch, 0:2 (75.) Fabian Schubert, 0:3 (79.) Nosa Iyobosa Edokpolor, 0:4 (85.) Fabian Schubert, 0:5 (90.) Fabian Schubert |
| 20.07.2019 / 440   | RL | – | RL | USV St. Anna | – | SC Kalsdorf (LC) | 1:0 (1:0) |
| SR: Kollegger      | Torschützen: | Torschützen: | Torschützen: | 1:0 (8., Eigentor) Florian Weissenbrunner | 1:0 (8., Eigentor) Florian Weissenbrunner | 1:0 (8., Eigentor) Florian Weissenbrunner | 1:0 (8., Eigentor) Florian Weissenbrunner |
| 20.07.2019 / 300   | RL | – | 2L | FCM Traiskirchen | – | SV Horn | 1:5 (0:3) |
| SR: Wandl          | Torschützen: | Torschützen: | Torschützen: | 0:1 (9.) Ercan Kara, 0:2 (16.) Marcel Toth, 0:3 (33.) Ercan Kara, 1:3 (50.) Robin Linhart, 1:4 (79.) Filip Faletar, 1:5 (89.) Marco Hausjell | 0:1 (9.) Ercan Kara, 0:2 (16.) Marcel Toth, 0:3 (33.) Ercan Kara, 1:3 (50.) Robin Linhart, 1:4 (79.) Filip Faletar, 1:5 (89.) Marco Hausjell | 0:1 (9.) Ercan Kara, 0:2 (16.) Marcel Toth, 0:3 (33.) Ercan Kara, 1:3 (50.) Robin Linhart, 1:4 (79.) Filip Faletar, 1:5 (89.) Marco Hausjell | 0:1 (9.) Ercan Kara, 0:2 (16.) Marcel Toth, 0:3 (33.) Ercan Kara, 1:3 (50.) Robin Linhart, 1:4 (79.) Filip Faletar, 1:5 (89.) Marco Hausjell |
| 20.07.2019 / 600   | L4 | – | BL | Union Edelweiß Linz (LC) | – | FC Admira Wacker Mödling | 0:5 (0:3) |
| SR: Heiß           | Torschützen: | Torschützen: | Torschützen: | 0:1 (12.) Patrick Schmidt, 0:2 (33.) Fabian Menig, 0:3 (42.) Fabian Menig, 0:4 (53.) Dominik Starkl, 0:5 (86.) Seth Paintsil | 0:1 (12.) Patrick Schmidt, 0:2 (33.) Fabian Menig, 0:3 (42.) Fabian Menig, 0:4 (53.) Dominik Starkl, 0:5 (86.) Seth Paintsil | 0:1 (12.) Patrick Schmidt, 0:2 (33.) Fabian Menig, 0:3 (42.) Fabian Menig, 0:4 (53.) Dominik Starkl, 0:5 (86.) Seth Paintsil | 0:1 (12.) Patrick Schmidt, 0:2 (33.) Fabian Menig, 0:3 (42.) Fabian Menig, 0:4 (53.) Dominik Starkl, 0:5 (86.) Seth Paintsil |
| 20.07.2019         | RL | – | BL | Union Vöcklamarkt | – | LASK | 2:6 (1:1) |
| SR: Ebner          | Torschützen: | Torschützen: | Torschützen: | 0:1 (4.) Klauss, 1:1 (27.) Alexander Fröschl, 1:2 (50.) Dominik Frieser, 1:3 (56.) Peter Michorl, 2:3 (60.) Mattia Olivotto, 2:4 (74.) Klauss, 2:5 (90+1.) Yusuf Otubanjo, 2:6 (90+3.) Dominik Frieser | 0:1 (4.) Klauss, 1:1 (27.) Alexander Fröschl, 1:2 (50.) Dominik Frieser, 1:3 (56.) Peter Michorl, 2:3 (60.) Mattia Olivotto, 2:4 (74.) Klauss, 2:5 (90+1.) Yusuf Otubanjo, 2:6 (90+3.) Dominik Frieser | 0:1 (4.) Klauss, 1:1 (27.) Alexander Fröschl, 1:2 (50.) Dominik Frieser, 1:3 (56.) Peter Michorl, 2:3 (60.) Mattia Olivotto, 2:4 (74.) Klauss, 2:5 (90+1.) Yusuf Otubanjo, 2:6 (90+3.) Dominik Frieser | 0:1 (4.) Klauss, 1:1 (27.) Alexander Fröschl, 1:2 (50.) Dominik Frieser, 1:3 (56.) Peter Michorl, 2:3 (60.) Mattia Olivotto, 2:4 (74.) Klauss, 2:5 (90+1.) Yusuf Otubanjo, 2:6 (90+3.) Dominik Frieser |
| 20.07.2019 / 1.200 | RL | – | 2L | SC Neusiedl am See | – | Grazer AK | 1:6 (1:2) |
| SR: Lechner        | Torschützen: | Torschützen: | Torschützen: | 0: (20.) Benjamin Rosenberger, 0:2 (29.) Alexander Rother, 1:2 (44.) Maximilian Wodicka, 1:3 (47.) Benjamin Rosenberger, 1:4 (56.) Marco Gantschnig, 1:5 (60.) Philipp Schellnegger, 1:6 (70.) Gerald Nutz | 0: (20.) Benjamin Rosenberger, 0:2 (29.) Alexander Rother, 1:2 (44.) Maximilian Wodicka, 1:3 (47.) Benjamin Rosenberger, 1:4 (56.) Marco Gantschnig, 1:5 (60.) Philipp Schellnegger, 1:6 (70.) Gerald Nutz | 0: (20.) Benjamin Rosenberger, 0:2 (29.) Alexander Rother, 1:2 (44.) Maximilian Wodicka, 1:3 (47.) Benjamin Rosenberger, 1:4 (56.) Marco Gantschnig, 1:5 (60.) Philipp Schellnegger, 1:6 (70.) Gerald Nutz | 0: (20.) Benjamin Rosenberger, 0:2 (29.) Alexander Rother, 1:2 (44.) Maximilian Wodicka, 1:3 (47.) Benjamin Rosenberger, 1:4 (56.) Marco Gantschnig, 1:5 (60.) Philipp Schellnegger, 1:6 (70.) Gerald Nutz |
| 21.07.2019 / 2.200 | RL | – | BL | USV Allerheiligen | – | SK Rapid Wien | 1:9 (0:3) |
| SR: Muckenhammer   | Torschützen: | Torschützen: | Torschützen: | 0:1 (3.) Thomas Murg, 0:2 (28.) Maximilian Hofmann, 0:3 (38.) Christopher Dibon, 0:4 (54.) Taxiarchis Foundas, 0:5 (63.) Christoph Knasmüllner, 0:6 (67.) Stefan Schwab, 0:7 (73.) Thomas Murg, 1:7 (79.) Daniel Bersteiner, 1:8 (88.) Mateo Barać, 1:9 (90+2.) Kelvin Arase | 0:1 (3.) Thomas Murg, 0:2 (28.) Maximilian Hofmann, 0:3 (38.) Christopher Dibon, 0:4 (54.) Taxiarchis Foundas, 0:5 (63.) Christoph Knasmüllner, 0:6 (67.) Stefan Schwab, 0:7 (73.) Thomas Murg, 1:7 (79.) Daniel Bersteiner, 1:8 (88.) Mateo Barać, 1:9 (90+2.) Kelvin Arase | 0:1 (3.) Thomas Murg, 0:2 (28.) Maximilian Hofmann, 0:3 (38.) Christopher Dibon, 0:4 (54.) Taxiarchis Foundas, 0:5 (63.) Christoph Knasmüllner, 0:6 (67.) Stefan Schwab, 0:7 (73.) Thomas Murg, 1:7 (79.) Daniel Bersteiner, 1:8 (88.) Mateo Barać, 1:9 (90+2.) Kelvin Arase | 0:1 (3.) Thomas Murg, 0:2 (28.) Maximilian Hofmann, 0:3 (38.) Christopher Dibon, 0:4 (54.) Taxiarchis Foundas, 0:5 (63.) Christoph Knasmüllner, 0:6 (67.) Stefan Schwab, 0:7 (73.) Thomas Murg, 1:7 (79.) Daniel Bersteiner, 1:8 (88.) Mateo Barać, 1:9 (90+2.) Kelvin Arase |
| 21.07.2019 / 400   | EL | – | 2L | SC Schwaz (LC) | – | Kapfenberger SV | 1:3 (0:1) |
| SR: Ouschan        | Torschützen: | Torschützen: | Torschützen: | 0:1 (19.) Paul Mensah, 1:1 (71.) Stephan Kuen, 1:2 (76.) David Sencar, 1:3 (81.) Danijel Račić | 0:1 (19.) Paul Mensah, 1:1 (71.) Stephan Kuen, 1:2 (76.) David Sencar, 1:3 (81.) Danijel Račić | 0:1 (19.) Paul Mensah, 1:1 (71.) Stephan Kuen, 1:2 (76.) David Sencar, 1:3 (81.) Danijel Račić | 0:1 (19.) Paul Mensah, 1:1 (71.) Stephan Kuen, 1:2 (76.) David Sencar, 1:3 (81.) Danijel Račić |
| Legende:           | BL = Bundesliga (1. Leistungsstufe) – 2L = 2. Liga (2. Leistungsstufe) RL = Regionalliga (3. Leistungsstufe) – EL= Eliteliga Vorarlberg/Tirol/Salzburg (3. Leistungsstufe) – LL = Landesliga (4. Leistungsstufe) – L5 = 5. Leistungsstufe M = amtierender Meister – C = amtierender Cupsieger – LC = amtierender Landescupsieger n. V. = Nach Verlängerung – i. E. = im Elfmeterschießen | BL = Bundesliga (1. Leistungsstufe) – 2L = 2. Liga (2. Leistungsstufe) RL = Regionalliga (3. Leistungsstufe) – EL= Eliteliga Vorarlberg/Tirol/Salzburg (3. Leistungsstufe) – LL = Landesliga (4. Leistungsstufe) – L5 = 5. Leistungsstufe M = amtierender Meister – C = amtierender Cupsieger – LC = amtierender Landescupsieger n. V. = Nach Verlängerung – i. E. = im Elfmeterschießen | BL = Bundesliga (1. Leistungsstufe) – 2L = 2. Liga (2. Leistungsstufe) RL = Regionalliga (3. Leistungsstufe) – EL= Eliteliga Vorarlberg/Tirol/Salzburg (3. Leistungsstufe) – LL = Landesliga (4. Leistungsstufe) – L5 = 5. Leistungsstufe M = amtierender Meister – C = amtierender Cupsieger – LC = amtierender Landescupsieger n. V. = Nach Verlängerung – i. E. = im Elfmeterschießen | BL = Bundesliga (1. Leistungsstufe) – 2L = 2. Liga (2. Leistungsstufe) RL = Regionalliga (3. Leistungsstufe) – EL= Eliteliga Vorarlberg/Tirol/Salzburg (3. Leistungsstufe) – LL = Landesliga (4. Leistungsstufe) – L5 = 5. Leistungsstufe M = amtierender Meister – C = amtierender Cupsieger – LC = amtierender Landescupsieger n. V. = Nach Verlängerung – i. E. = im Elfmeterschießen | BL = Bundesliga (1. Leistungsstufe) – 2L = 2. Liga (2. Leistungsstufe) RL = Regionalliga (3. Leistungsstufe) – EL= Eliteliga Vorarlberg/Tirol/Salzburg (3. Leistungsstufe) – LL = Landesliga (4. Leistungsstufe) – L5 = 5. Leistungsstufe M = amtierender Meister – C = amtierender Cupsieger – LC = amtierender Landescupsieger n. V. = Nach Verlängerung – i. E. = im Elfmeterschießen | BL = Bundesliga (1. Leistungsstufe) – 2L = 2. Liga (2. Leistungsstufe) RL = Regionalliga (3. Leistungsstufe) – EL= Eliteliga Vorarlberg/Tirol/Salzburg (3. Leistungsstufe) – LL = Landesliga (4. Leistungsstufe) – L5 = 5. Leistungsstufe M = amtierender Meister – C = amtierender Cupsieger – LC = amtierender Landescupsieger n. V. = Nach Verlängerung – i. E. = im Elfmeterschießen | BL = Bundesliga (1. Leistungsstufe) – 2L = 2. Liga (2. Leistungsstufe) RL = Regionalliga (3. Leistungsstufe) – EL= Eliteliga Vorarlberg/Tirol/Salzburg (3. Leistungsstufe) – LL = Landesliga (4. Leistungsstufe) – L5 = 5. Leistungsstufe M = amtierender Meister – C = amtierender Cupsieger – LC = amtierender Landescupsieger n. V. = Nach Verlängerung – i. E. = im Elfmeterschießen |

## 2. Runde
Für die zweite Runde haben sich folgende Mannschaften qualifiziert:
| Bundesliga (11) | 2. Liga (13) |
| --- | --- |
| - SCR Altach - SK Sturm Graz - LASK - SV Mattersburg - FC Admira Wacker Mödling - FC Red Bull Salzburg - SKN St. Pölten - WSG Tirol - FK Austria Wien - SK Rapid Wien - Wolfsberger AC | - SKU Amstetten - FC Dornbirn 1913 (LC) - Floridsdorfer AC - Grazer AK - SV Horn - FC Wacker Innsbruck - FC Juniors OÖ - Kapfenberger SV - SK Austria Klagenfurt - FC Blau-Weiß Linz - SC Austria Lustenau - SV Ried - SK Vorwärts Steyr |
| Regionalliga Ost (3) | Regionalliga Mitte (5) |
| - ASK Ebreichsdorf - FC Marchfeld Donauauen - SC Wiener Viktoria | - FC Gleisdorf 09 - Union Gurten - USV St. Anna - WSC Hertha Wels - ATSV Wolfsberg (LC) |

### Paarungen der 2. Runde
Die Spiele der 2. Runde waren für Dienstag, 24. und Mittwoch, 25. September 2019 vorgesehen. Die genauen Spieltermine wurden erst nach der Auslosung terminiert.
| Datum / Zuschauer   | Liga | Liga | Liga | Heimmannschaft | | Gastmannschaft | Ergebnis |
| ------------------- | --- | --- | --- | --- | --- | --- | --- |
| 24.09.2019 / 560    | 2L | – | 2L | SC Austria Lustenau | – | Floridsdorfer AC | 1:1 (1:1) / 2:1 n. V. |
| SR: Heiß            | Torschützen: | Torschützen: | Torschützen: | 1:0 (4.) Sebastian Feyrer, 1:1 (22.) Osarenren Okungbowa, 2:1 (97.) Ronivaldo | 1:0 (4.) Sebastian Feyrer, 1:1 (22.) Osarenren Okungbowa, 2:1 (97.) Ronivaldo | 1:0 (4.) Sebastian Feyrer, 1:1 (22.) Osarenren Okungbowa, 2:1 (97.) Ronivaldo | 1:0 (4.) Sebastian Feyrer, 1:1 (22.) Osarenren Okungbowa, 2:1 (97.) Ronivaldo |
| 24.09.2019 / 2.091  | 2L | – | 2L | Grazer AK | – | FC Wacker Innsbruck | 1:2 (0:2) |
| SR: Kijas           | Torschützen: | Torschützen: | Torschützen: | 0:1 (13.) Murat Satin, 0:2 (37.) Elvin Ibrisimovic, 1:2 (73.) Richard | 0:1 (13.) Murat Satin, 0:2 (37.) Elvin Ibrisimovic, 1:2 (73.) Richard | 0:1 (13.) Murat Satin, 0:2 (37.) Elvin Ibrisimovic, 1:2 (73.) Richard | 0:1 (13.) Murat Satin, 0:2 (37.) Elvin Ibrisimovic, 1:2 (73.) Richard |
| 24.09.2019 / 300    | RL | – | 2L | FC Gleisdorf 09 | – | FC Juniors OÖ | 3:0 (0:0) |
| SR: Jandl           | Torschützen: | Torschützen: | Torschützen: | 1:0 (74.) Jörg Wagnes, 2:0 (90.) Dominik Weiss, 3:0 (90+6., Elfmeter) Dominik Weiss | 1:0 (74.) Jörg Wagnes, 2:0 (90.) Dominik Weiss, 3:0 (90+6., Elfmeter) Dominik Weiss | 1:0 (74.) Jörg Wagnes, 2:0 (90.) Dominik Weiss, 3:0 (90+6., Elfmeter) Dominik Weiss | 1:0 (74.) Jörg Wagnes, 2:0 (90.) Dominik Weiss, 3:0 (90+6., Elfmeter) Dominik Weiss |
| 24.09.2019 / 1.400  | RL | – | BL | ASK Ebreichsdorf | – | FC Admira Wacker Mödling | 2:1 (2:0) |
| SR: Gnam            | Torschützen: | Torschützen: | Torschützen: | 1:0 (14.) Gerald Peinsipp, 2:0 (24.) Volkan Düzgün, 2:1 (90.) Marco Kadlec | 1:0 (14.) Gerald Peinsipp, 2:0 (24.) Volkan Düzgün, 2:1 (90.) Marco Kadlec | 1:0 (14.) Gerald Peinsipp, 2:0 (24.) Volkan Düzgün, 2:1 (90.) Marco Kadlec | 1:0 (14.) Gerald Peinsipp, 2:0 (24.) Volkan Düzgün, 2:1 (90.) Marco Kadlec |
| 24.09.2019 / 600    | RL | – | 2L | Union Gurten | – | SV Horn | 2:0 (0:0) |
| SR: Harkam          | Torschützen: | Torschützen: | Torschützen: | 1:0 (69.) Thomas Reiter, 2:0 (84., Elfmeter) Fabian Wimmleitner | 1:0 (69.) Thomas Reiter, 2:0 (84., Elfmeter) Fabian Wimmleitner | 1:0 (69.) Thomas Reiter, 2:0 (84., Elfmeter) Fabian Wimmleitner | 1:0 (69.) Thomas Reiter, 2:0 (84., Elfmeter) Fabian Wimmleitner |
| 24.09.2019 / 1.360  | 2L | – | 2L | SKU Amstetten | – | FC Blau-Weiß Linz | 1:1 (0:1) / 4:1 n. V. |
| SR: Altmann         | Torschützen: | Torschützen: | Torschützen: | 0:1 (39., Elfmeter) Martin Kreuzriegler, 1:1 (90+4., Elfmeter) Daniel Maderner, 2:1 (96., Elfmeter) Daniel Maderner, 3:1 (104.) Daniel Maderner, 4:1 (105+1.) David Peham : Sekou Sylla (FC Blau-Weiß Linz, 90+3.)                                          | 0:1 (39., Elfmeter) Martin Kreuzriegler, 1:1 (90+4., Elfmeter) Daniel Maderner, 2:1 (96., Elfmeter) Daniel Maderner, 3:1 (104.) Daniel Maderner, 4:1 (105+1.) David Peham : Sekou Sylla (FC Blau-Weiß Linz, 90+3.)                                          | 0:1 (39., Elfmeter) Martin Kreuzriegler, 1:1 (90+4., Elfmeter) Daniel Maderner, 2:1 (96., Elfmeter) Daniel Maderner, 3:1 (104.) Daniel Maderner, 4:1 (105+1.) David Peham : Sekou Sylla (FC Blau-Weiß Linz, 90+3.)                                          | 0:1 (39., Elfmeter) Martin Kreuzriegler, 1:1 (90+4., Elfmeter) Daniel Maderner, 2:1 (96., Elfmeter) Daniel Maderner, 3:1 (104.) Daniel Maderner, 4:1 (105+1.) David Peham : Sekou Sylla (FC Blau-Weiß Linz, 90+3.)                                          |
| 24.09.2019 / 500    | RL | – | 2L | FC Marchfeld Donauauen | – | Kapfenberger SV | 1:2 (0:2) |
| SR: Sadikovski      | Torschützen: | Torschützen: | Torschützen: | 0:1 (20.) Marvin Hernaus, 0:2 (27., Eigentor) Ognjen Jeftenić, 1:2 (48.) Marjan Markić | 0:1 (20.) Marvin Hernaus, 0:2 (27., Eigentor) Ognjen Jeftenić, 1:2 (48.) Marjan Markić | 0:1 (20.) Marvin Hernaus, 0:2 (27., Eigentor) Ognjen Jeftenić, 1:2 (48.) Marjan Markić | 0:1 (20.) Marvin Hernaus, 0:2 (27., Eigentor) Ognjen Jeftenić, 1:2 (48.) Marjan Markić |
| 24.09.2019 / 450    | RL | – | 2L | USV St. Anna | – | FC Dornbirn 1913 (LC) | 2:0 (1:0) |
| SR: Untergasser     | Torschützen: | Torschützen: | Torschützen: | 1:0 (8.) Patrick Ramminger, 2:0 (55.) Christoph Kobald | 1:0 (8.) Patrick Ramminger, 2:0 (55.) Christoph Kobald | 1:0 (8.) Patrick Ramminger, 2:0 (55.) Christoph Kobald | 1:0 (8.) Patrick Ramminger, 2:0 (55.) Christoph Kobald |
| 24.09.2019 / 1.123  | BL | – | BL | SKN St. Pölten | – | SV Mattersburg | 2:1 (0:0) |
| SR: Muckenhammer    | Torschützen: | Torschützen: | Torschützen: | 1:0 (56.) René Gartler, 2:0 (61.) René Gartler, 2:1 (71.) Marko Kvasina | 1:0 (56.) René Gartler, 2:0 (61.) René Gartler, 2:1 (71.) Marko Kvasina | 1:0 (56.) René Gartler, 2:0 (61.) René Gartler, 2:1 (71.) Marko Kvasina | 1:0 (56.) René Gartler, 2:0 (61.) René Gartler, 2:1 (71.) Marko Kvasina |
| 25.09.2019 / 2.250  | BL | – | BL | WSG Tirol | – | FK Austria Wien | 5:2 (2:1) |
| SR: Schörgenhofer   | Torschützen: | Torschützen: | Torschützen: | 1:0 (10.) Kelvin Yeboah, 1:1 (13.) Christoph Monschein, 2:1 (42.) Benjamin Pranter, 3:1 (54.) Kelvin Yeboah, 4:1 (58.) Kelvin Yeboah, 5:1 (70.) Kelvin Yeboah, 5:2 (84.) Christoph Monschein                                                                | 1:0 (10.) Kelvin Yeboah, 1:1 (13.) Christoph Monschein, 2:1 (42.) Benjamin Pranter, 3:1 (54.) Kelvin Yeboah, 4:1 (58.) Kelvin Yeboah, 5:1 (70.) Kelvin Yeboah, 5:2 (84.) Christoph Monschein                                                                | 1:0 (10.) Kelvin Yeboah, 1:1 (13.) Christoph Monschein, 2:1 (42.) Benjamin Pranter, 3:1 (54.) Kelvin Yeboah, 4:1 (58.) Kelvin Yeboah, 5:1 (70.) Kelvin Yeboah, 5:2 (84.) Christoph Monschein                                                                | 1:0 (10.) Kelvin Yeboah, 1:1 (13.) Christoph Monschein, 2:1 (42.) Benjamin Pranter, 3:1 (54.) Kelvin Yeboah, 4:1 (58.) Kelvin Yeboah, 5:1 (70.) Kelvin Yeboah, 5:2 (84.) Christoph Monschein                                                                |
| 25.09.2019 / 1.900  | 2L | – | BL | SK Austria Klagenfurt | – | SK Sturm Graz | 2:2 (1:1) / 2:4 n. V. |
| SR: Drachta         | Torschützen: | Torschützen: | Torschützen: | 0:1 (7.) Thorsten Röcher, 1:1 (44.) Petar Zubak, 2:1 (76., Elfmeter) Oliver Markoutz, 2:2 (85., Elfmeter) Jakob Jantscher, 2:3 (101.) Juan Domínguez, 2:4 (111.) Ivan Ljubic                                                                                | 0:1 (7.) Thorsten Röcher, 1:1 (44.) Petar Zubak, 2:1 (76., Elfmeter) Oliver Markoutz, 2:2 (85., Elfmeter) Jakob Jantscher, 2:3 (101.) Juan Domínguez, 2:4 (111.) Ivan Ljubic                                                                                | 0:1 (7.) Thorsten Röcher, 1:1 (44.) Petar Zubak, 2:1 (76., Elfmeter) Oliver Markoutz, 2:2 (85., Elfmeter) Jakob Jantscher, 2:3 (101.) Juan Domínguez, 2:4 (111.) Ivan Ljubic                                                                                | 0:1 (7.) Thorsten Röcher, 1:1 (44.) Petar Zubak, 2:1 (76., Elfmeter) Oliver Markoutz, 2:2 (85., Elfmeter) Jakob Jantscher, 2:3 (101.) Juan Domínguez, 2:4 (111.) Ivan Ljubic                                                                                |
| 25.09.2019 / 850    | RL | – | BL | SC Wiener Viktoria | – | LASK | 1:4 (0:1) |
| SR: Hameter         | Torschützen: | Torschützen: | Torschützen: | 0:1 (14.) Peter Michorl, 0:2 (46.) Thomas Goiginger, 0:3 (60.) Thomas Goiginger, 1:3 (66.) Dominik Rotter, 1:4 (74., Elfmeter) Marko Raguž | 0:1 (14.) Peter Michorl, 0:2 (46.) Thomas Goiginger, 0:3 (60.) Thomas Goiginger, 1:3 (66.) Dominik Rotter, 1:4 (74., Elfmeter) Marko Raguž | 0:1 (14.) Peter Michorl, 0:2 (46.) Thomas Goiginger, 0:3 (60.) Thomas Goiginger, 1:3 (66.) Dominik Rotter, 1:4 (74., Elfmeter) Marko Raguž | 0:1 (14.) Peter Michorl, 0:2 (46.) Thomas Goiginger, 0:3 (60.) Thomas Goiginger, 1:3 (66.) Dominik Rotter, 1:4 (74., Elfmeter) Marko Raguž |
| 25.09.2019 / 2.520  | RL | – | BL | ATSV Wolfsberg (LC) | – | Wolfsberger AC | 0:6 (0:2) |
| SR: Fröhlacher      | Torschützen: | Torschützen: | Torschützen: | 0:1 (15.) Shon Weissman, 0:2 (28.) Shon Weissman, 0:3 (53.) Shon Weissman, 0:4 (75.) Dominik Baumgartner, 0:5 (83., Eigentor) Stefan Wutte, 0:6 (87.) Marc Andre Schmerböck                                                                                 | 0:1 (15.) Shon Weissman, 0:2 (28.) Shon Weissman, 0:3 (53.) Shon Weissman, 0:4 (75.) Dominik Baumgartner, 0:5 (83., Eigentor) Stefan Wutte, 0:6 (87.) Marc Andre Schmerböck                                                                                 | 0:1 (15.) Shon Weissman, 0:2 (28.) Shon Weissman, 0:3 (53.) Shon Weissman, 0:4 (75.) Dominik Baumgartner, 0:5 (83., Eigentor) Stefan Wutte, 0:6 (87.) Marc Andre Schmerböck                                                                                 | 0:1 (15.) Shon Weissman, 0:2 (28.) Shon Weissman, 0:3 (53.) Shon Weissman, 0:4 (75.) Dominik Baumgartner, 0:5 (83., Eigentor) Stefan Wutte, 0:6 (87.) Marc Andre Schmerböck                                                                                 |
| 25.09.2019 / 350    | RL | – | BL | WSC Hertha Wels | – | SCR Altach | 1:4 (0:2) |
| SR: Gmeiner         | Torschützen: | Torschützen: | Torschützen: | 0:1 (5.) Mërgim Berisha, 0:2 (37.) Johannes Tartarotti, 0:3 (53.) Manfred Fischer, 1:3 (83.) David Poljanec, 1:4 (85.) Bernd Gschweidl | 0:1 (5.) Mërgim Berisha, 0:2 (37.) Johannes Tartarotti, 0:3 (53.) Manfred Fischer, 1:3 (83.) David Poljanec, 1:4 (85.) Bernd Gschweidl | 0:1 (5.) Mërgim Berisha, 0:2 (37.) Johannes Tartarotti, 0:3 (53.) Manfred Fischer, 1:3 (83.) David Poljanec, 1:4 (85.) Bernd Gschweidl | 0:1 (5.) Mërgim Berisha, 0:2 (37.) Johannes Tartarotti, 0:3 (53.) Manfred Fischer, 1:3 (83.) David Poljanec, 1:4 (85.) Bernd Gschweidl |
| 25.09.2019 / 1.600  | 2L | – | 2L | SK Vorwärts Steyr | – | SV Ried | 3:4 (0:2) |
| SR: Ebner           | Torschützen: | Torschützen: | Torschützen: | 0:1 (2.) Marco Grüll, 0:2 (15.) Valentin Grubeck, 1:2 (49.) Christopher Bibaku, 2:2 (71.) Dominik Kirschner, 2:3 (78.) Marcel Ziegl, 3:3 (90+1.) Alberto Prada, 3:4 (90+5.) Manuel Kerhe                                                                    | 0:1 (2.) Marco Grüll, 0:2 (15.) Valentin Grubeck, 1:2 (49.) Christopher Bibaku, 2:2 (71.) Dominik Kirschner, 2:3 (78.) Marcel Ziegl, 3:3 (90+1.) Alberto Prada, 3:4 (90+5.) Manuel Kerhe                                                                    | 0:1 (2.) Marco Grüll, 0:2 (15.) Valentin Grubeck, 1:2 (49.) Christopher Bibaku, 2:2 (71.) Dominik Kirschner, 2:3 (78.) Marcel Ziegl, 3:3 (90+1.) Alberto Prada, 3:4 (90+5.) Manuel Kerhe                                                                    | 0:1 (2.) Marco Grüll, 0:2 (15.) Valentin Grubeck, 1:2 (49.) Christopher Bibaku, 2:2 (71.) Dominik Kirschner, 2:3 (78.) Marcel Ziegl, 3:3 (90+1.) Alberto Prada, 3:4 (90+5.) Manuel Kerhe                                                                    |
| 25.09.2019 / 20.400 | BL | – | BL | SK Rapid Wien | – | FC Red Bull Salzburg (M, C) | 1:1 (0:0) / 1:2 n. V. |
| SR: Eisner          | Torschützen: | Torschützen: | Torschützen: | 0:1 (50.) Dominik Szoboszlai, 1:1 (56.) Kōya Kitagawa, 1:2 (120+1.) Takumi Minamino : Stefan Schwab (SK Rapid Wien, 66.), Dalibor Velimirovic (SK Rapid Wien, 90+3.)                                                                                        | 0:1 (50.) Dominik Szoboszlai, 1:1 (56.) Kōya Kitagawa, 1:2 (120+1.) Takumi Minamino : Stefan Schwab (SK Rapid Wien, 66.), Dalibor Velimirovic (SK Rapid Wien, 90+3.)                                                                                        | 0:1 (50.) Dominik Szoboszlai, 1:1 (56.) Kōya Kitagawa, 1:2 (120+1.) Takumi Minamino : Stefan Schwab (SK Rapid Wien, 66.), Dalibor Velimirovic (SK Rapid Wien, 90+3.)                                                                                        | 0:1 (50.) Dominik Szoboszlai, 1:1 (56.) Kōya Kitagawa, 1:2 (120+1.) Takumi Minamino : Stefan Schwab (SK Rapid Wien, 66.), Dalibor Velimirovic (SK Rapid Wien, 90+3.)                                                                                        |
| Legende:            | BL = Bundesliga (1. Leistungsstufe) – 2L = 2. Liga (2. Leistungsstufe) RL = Regionalliga (3. Leistungsstufe) M = amtierender Meister – C = amtierender Cupsieger – LC = amtierender Landescupsieger n. V. = Nach Verlängerung – i. E. = im Elfmeterschießen | BL = Bundesliga (1. Leistungsstufe) – 2L = 2. Liga (2. Leistungsstufe) RL = Regionalliga (3. Leistungsstufe) M = amtierender Meister – C = amtierender Cupsieger – LC = amtierender Landescupsieger n. V. = Nach Verlängerung – i. E. = im Elfmeterschießen | BL = Bundesliga (1. Leistungsstufe) – 2L = 2. Liga (2. Leistungsstufe) RL = Regionalliga (3. Leistungsstufe) M = amtierender Meister – C = amtierender Cupsieger – LC = amtierender Landescupsieger n. V. = Nach Verlängerung – i. E. = im Elfmeterschießen | BL = Bundesliga (1. Leistungsstufe) – 2L = 2. Liga (2. Leistungsstufe) RL = Regionalliga (3. Leistungsstufe) M = amtierender Meister – C = amtierender Cupsieger – LC = amtierender Landescupsieger n. V. = Nach Verlängerung – i. E. = im Elfmeterschießen | BL = Bundesliga (1. Leistungsstufe) – 2L = 2. Liga (2. Leistungsstufe) RL = Regionalliga (3. Leistungsstufe) M = amtierender Meister – C = amtierender Cupsieger – LC = amtierender Landescupsieger n. V. = Nach Verlängerung – i. E. = im Elfmeterschießen | BL = Bundesliga (1. Leistungsstufe) – 2L = 2. Liga (2. Leistungsstufe) RL = Regionalliga (3. Leistungsstufe) M = amtierender Meister – C = amtierender Cupsieger – LC = amtierender Landescupsieger n. V. = Nach Verlängerung – i. E. = im Elfmeterschießen | BL = Bundesliga (1. Leistungsstufe) – 2L = 2. Liga (2. Leistungsstufe) RL = Regionalliga (3. Leistungsstufe) M = amtierender Meister – C = amtierender Cupsieger – LC = amtierender Landescupsieger n. V. = Nach Verlängerung – i. E. = im Elfmeterschießen |

## Achtelfinale
Für das Achtelfinale haben sich folgende Mannschaften qualifiziert:
| Bundesliga (7)                                                                                           | 2. Liga (5)                                                                             |
| --- | --------------------------------------------------------------------------------------- |
| - SCR Altach - SK Sturm Graz - LASK - FC Red Bull Salzburg - SKN St. Pölten - WSG Tirol - Wolfsberger AC | - SKU Amstetten - FC Wacker Innsbruck - Kapfenberger SV - SC Austria Lustenau - SV Ried |
| Regionalliga Ost (1)                                                                                     | Regionalliga Mitte (3)                                                                  |
| - ASK Ebreichsdorf                                                                                       | - FC Gleisdorf 09 - Union Gurten - USV St. Anna                                         |

### Paarungen des Achtelfinales
Die Spiele des Achtelfinales waren für Dienstag, 29. und Mittwoch, 30. Oktober 2019 vorgesehen.
| Datum / Zuschauer  | Liga | Liga | Liga | Heimmannschaft | | Gastmannschaft | Ergebnis |
| ------------------ | --- | --- | --- | --- | --- | --- | --- |
| 29.10.2019 / 2.069 | BL | – | 2L | SKN St. Pölten | – | SV Ried | 1:0 (0:0) |
| SR: Heiß           | Torschützen: | Torschützen: | Torschützen: | 1:0 (84.) Kwang-Ryong Pak | 1:0 (84.) Kwang-Ryong Pak | 1:0 (84.) Kwang-Ryong Pak | 1:0 (84.) Kwang-Ryong Pak |
| 29.10.2019 / 1.000 | RL | – | BL | FC Gleisdorf 09 | – | WSG Tirol | 1:1 (0:1) / 1:4 n. V. |
| SR: Muckenhammer   | Torschützen: | Torschützen: | Torschützen: | 0:1 (15.) Lukas Katnik, 1:1 (47.) Christoph Pichorner, 1:2 (99.) Florian Buchacher, 1:3 (105.) Lukas Katnik, 1:4 (118.) Milan Jurdík : Daniel Siegl (FC Gleisdorf 09, 73.), : Manuel Suppan (FC Gleisdorf 09, 100.) | 0:1 (15.) Lukas Katnik, 1:1 (47.) Christoph Pichorner, 1:2 (99.) Florian Buchacher, 1:3 (105.) Lukas Katnik, 1:4 (118.) Milan Jurdík : Daniel Siegl (FC Gleisdorf 09, 73.), : Manuel Suppan (FC Gleisdorf 09, 100.) | 0:1 (15.) Lukas Katnik, 1:1 (47.) Christoph Pichorner, 1:2 (99.) Florian Buchacher, 1:3 (105.) Lukas Katnik, 1:4 (118.) Milan Jurdík : Daniel Siegl (FC Gleisdorf 09, 73.), : Manuel Suppan (FC Gleisdorf 09, 100.) | 0:1 (15.) Lukas Katnik, 1:1 (47.) Christoph Pichorner, 1:2 (99.) Florian Buchacher, 1:3 (105.) Lukas Katnik, 1:4 (118.) Milan Jurdík : Daniel Siegl (FC Gleisdorf 09, 73.), : Manuel Suppan (FC Gleisdorf 09, 100.) |
| 29.10.2019 / 600   | RL | – | 2L | USV St. Anna | – | SKU Amstetten | 0:3 (0:2) |
| SR: Fröhlacher     | Torschützen: | Torschützen: | Torschützen: | 0:1 (3.) David Peham, 0:2 (5.) David Peham, 0:3 (72.) Patrick Schagerl | 0:1 (3.) David Peham, 0:2 (5.) David Peham, 0:3 (72.) Patrick Schagerl | 0:1 (3.) David Peham, 0:2 (5.) David Peham, 0:3 (72.) Patrick Schagerl | 0:1 (3.) David Peham, 0:2 (5.) David Peham, 0:3 (72.) Patrick Schagerl |
| 29.10.2019 / 850   | RL | – | 2L | Union Gurten | – | SC Austria Lustenau | 2:3 (0:1) |
| SR: Talic          | Torschützen: | Torschützen: | Torschützen: | 0:1 (3., Eigentor) Thomas Burghuber, 1:1 (56.) Tom Kreilinger, 1:2 (64.) Amoy Brown, 1:3 (82.) Matthias Morys, 2:3 (84., Elfmeter) Fabian Wimmleitner | 0:1 (3., Eigentor) Thomas Burghuber, 1:1 (56.) Tom Kreilinger, 1:2 (64.) Amoy Brown, 1:3 (82.) Matthias Morys, 2:3 (84., Elfmeter) Fabian Wimmleitner | 0:1 (3., Eigentor) Thomas Burghuber, 1:1 (56.) Tom Kreilinger, 1:2 (64.) Amoy Brown, 1:3 (82.) Matthias Morys, 2:3 (84., Elfmeter) Fabian Wimmleitner | 0:1 (3., Eigentor) Thomas Burghuber, 1:1 (56.) Tom Kreilinger, 1:2 (64.) Amoy Brown, 1:3 (82.) Matthias Morys, 2:3 (84., Elfmeter) Fabian Wimmleitner |
| 29.10.2019 / 6.450 | 2L | – | BL | Kapfenberger SV | – | SK Sturm Graz | 0:2 (0:0) |
| SR: Eisner         | Torschützen: | Torschützen: | Torschützen: | 0:1 (47.) Kiril Despodow, 0:2 (90+3.) Bekim Balaj : Anastasios Avlonitis (SK Sturm Graz, 21.) | 0:1 (47.) Kiril Despodow, 0:2 (90+3.) Bekim Balaj : Anastasios Avlonitis (SK Sturm Graz, 21.) | 0:1 (47.) Kiril Despodow, 0:2 (90+3.) Bekim Balaj : Anastasios Avlonitis (SK Sturm Graz, 21.) | 0:1 (47.) Kiril Despodow, 0:2 (90+3.) Bekim Balaj : Anastasios Avlonitis (SK Sturm Graz, 21.) |
| 30.10.2019 / 3.100 | RL | – | BL | ASK Ebreichsdorf | – | FC Red Bull Salzburg | 0:5 (0:3) |
| SR: Spurny         | Torschützen: | Torschützen: | Torschützen: | 0:1 (7.) Masaya Okugawa, 0:2 (13.) Sékou Koïta, 0:3 (28.) Patson Daka, 0:4 (75.) Sékou Koïta, 0:5 (87.) Erling Haaland | 0:1 (7.) Masaya Okugawa, 0:2 (13.) Sékou Koïta, 0:3 (28.) Patson Daka, 0:4 (75.) Sékou Koïta, 0:5 (87.) Erling Haaland | 0:1 (7.) Masaya Okugawa, 0:2 (13.) Sékou Koïta, 0:3 (28.) Patson Daka, 0:4 (75.) Sékou Koïta, 0:5 (87.) Erling Haaland | 0:1 (7.) Masaya Okugawa, 0:2 (13.) Sékou Koïta, 0:3 (28.) Patson Daka, 0:4 (75.) Sékou Koïta, 0:5 (87.) Erling Haaland |
| 30.10.2019 / 1.736 | 2L | – | BL | FC Wacker Innsbruck | – | Wolfsberger AC | 1:0 (1:0) |
| SR: Ebner          | Torschützen: | Torschützen: | Torschützen: | 1:0 (6.) Markus Wallner | 1:0 (6.) Markus Wallner | 1:0 (6.) Markus Wallner | 1:0 (6.) Markus Wallner |
| 30.10.2019 / 4.127 | BL | – | BL | LASK | – | SCR Altach | 3:1 (3:0) |
| SR: Gishamer       | Torschützen: | Torschützen: | Torschützen: | 1:0 (5.) Gernot Trauner, 2:0 (30.) Dominik Frieser, 3:0 (40., Eigentor) Martin Kobras, 3:1 (72.) Manfred Fischer (72.) : Emanuel Schreiner (SCR Altach, 88.) | 1:0 (5.) Gernot Trauner, 2:0 (30.) Dominik Frieser, 3:0 (40., Eigentor) Martin Kobras, 3:1 (72.) Manfred Fischer (72.) : Emanuel Schreiner (SCR Altach, 88.) | 1:0 (5.) Gernot Trauner, 2:0 (30.) Dominik Frieser, 3:0 (40., Eigentor) Martin Kobras, 3:1 (72.) Manfred Fischer (72.) : Emanuel Schreiner (SCR Altach, 88.) | 1:0 (5.) Gernot Trauner, 2:0 (30.) Dominik Frieser, 3:0 (40., Eigentor) Martin Kobras, 3:1 (72.) Manfred Fischer (72.) : Emanuel Schreiner (SCR Altach, 88.) |
| Legende:           | BL = Bundesliga (1. Leistungsstufe) – 2L = 2. Liga (2. Leistungsstufe) RL = Regionalliga (3. Leistungsstufe) – EL= Eliteliga Vorarlberg/Tirol/Salzburg (3. Leistungsstufe) M = amtierender Meister – C = amtierender Cupsieger – LC = amtierender Landescupsieger n. V. = Nach Verlängerung – i. E. = im Elfmeterschießen | BL = Bundesliga (1. Leistungsstufe) – 2L = 2. Liga (2. Leistungsstufe) RL = Regionalliga (3. Leistungsstufe) – EL= Eliteliga Vorarlberg/Tirol/Salzburg (3. Leistungsstufe) M = amtierender Meister – C = amtierender Cupsieger – LC = amtierender Landescupsieger n. V. = Nach Verlängerung – i. E. = im Elfmeterschießen | BL = Bundesliga (1. Leistungsstufe) – 2L = 2. Liga (2. Leistungsstufe) RL = Regionalliga (3. Leistungsstufe) – EL= Eliteliga Vorarlberg/Tirol/Salzburg (3. Leistungsstufe) M = amtierender Meister – C = amtierender Cupsieger – LC = amtierender Landescupsieger n. V. = Nach Verlängerung – i. E. = im Elfmeterschießen | BL = Bundesliga (1. Leistungsstufe) – 2L = 2. Liga (2. Leistungsstufe) RL = Regionalliga (3. Leistungsstufe) – EL= Eliteliga Vorarlberg/Tirol/Salzburg (3. Leistungsstufe) M = amtierender Meister – C = amtierender Cupsieger – LC = amtierender Landescupsieger n. V. = Nach Verlängerung – i. E. = im Elfmeterschießen | BL = Bundesliga (1. Leistungsstufe) – 2L = 2. Liga (2. Leistungsstufe) RL = Regionalliga (3. Leistungsstufe) – EL= Eliteliga Vorarlberg/Tirol/Salzburg (3. Leistungsstufe) M = amtierender Meister – C = amtierender Cupsieger – LC = amtierender Landescupsieger n. V. = Nach Verlängerung – i. E. = im Elfmeterschießen | BL = Bundesliga (1. Leistungsstufe) – 2L = 2. Liga (2. Leistungsstufe) RL = Regionalliga (3. Leistungsstufe) – EL= Eliteliga Vorarlberg/Tirol/Salzburg (3. Leistungsstufe) M = amtierender Meister – C = amtierender Cupsieger – LC = amtierender Landescupsieger n. V. = Nach Verlängerung – i. E. = im Elfmeterschießen | BL = Bundesliga (1. Leistungsstufe) – 2L = 2. Liga (2. Leistungsstufe) RL = Regionalliga (3. Leistungsstufe) – EL= Eliteliga Vorarlberg/Tirol/Salzburg (3. Leistungsstufe) M = amtierender Meister – C = amtierender Cupsieger – LC = amtierender Landescupsieger n. V. = Nach Verlängerung – i. E. = im Elfmeterschießen |

## Viertelfinale
Für das Viertelfinale haben sich folgende Mannschaften qualifiziert:
| Bundesliga (5)                                                             | 2. Liga (3)                                                 |
| -------------------------------------------------------------------------- | ----------------------------------------------------------- |
| - SK Sturm Graz - LASK - FC Red Bull Salzburg - SKN St. Pölten - WSG Tirol | - SKU Amstetten - FC Wacker Innsbruck - SC Austria Lustenau |

### Paarungen des Viertelfinales
Die Spiele des Viertelfinales waren für Freitag, 7., Samstag, 8. und Sonntag, 9. Februar 2020 vorgesehen.
| Datum / Zuschauer  | Liga | Liga | Liga | Heimmannschaft | | Gastmannschaft | Ergebnis |
| ------------------ | --- | --- | --- | --- | --- | --- | --- |
| 07.02.2020 / 2.687 | BL | – | 2L | SKN St. Pölten | – | FC Wacker Innsbruck | 2:2 (0:1) / 3:3 n. V. / 3:5 i. E. |
| SR: Jäger          | Torschützen: | Torschützen: | Torschützen: | 0:1 (42.) Atsushi Zaizen, 1:1 (71., Elfmeter) Daniel Luxbacher, 2:1 (90+1.) Christoph Klarer, 2:2 (90+6.) Ertugrul Yildirim, 3:2 (94.) Kwang-Ryong Pak, 3:3 (120., Elfmeter) Murat Satin | 0:1 (42.) Atsushi Zaizen, 1:1 (71., Elfmeter) Daniel Luxbacher, 2:1 (90+1.) Christoph Klarer, 2:2 (90+6.) Ertugrul Yildirim, 3:2 (94.) Kwang-Ryong Pak, 3:3 (120., Elfmeter) Murat Satin | 0:1 (42.) Atsushi Zaizen, 1:1 (71., Elfmeter) Daniel Luxbacher, 2:1 (90+1.) Christoph Klarer, 2:2 (90+6.) Ertugrul Yildirim, 3:2 (94.) Kwang-Ryong Pak, 3:3 (120., Elfmeter) Murat Satin | 0:1 (42.) Atsushi Zaizen, 1:1 (71., Elfmeter) Daniel Luxbacher, 2:1 (90+1.) Christoph Klarer, 2:2 (90+6.) Ertugrul Yildirim, 3:2 (94.) Kwang-Ryong Pak, 3:3 (120., Elfmeter) Murat Satin |
| 08.02.2020 / 1.800 | 2L | – | BL | SC Austria Lustenau | – | WSG Tirol | 1:1 (0:0) / 2:2 n. V. / 5:4 i. E. |
| SR: Gishamer       | Torschützen: | Torschützen: | Torschützen: | 0:1 (46.) Zlatko Dedič, 1:1 (63.) Sebastian Feyrer, 2:1 (99.) Thomas Mayer, 2:2 (105., Elfmeter.) Benjamin Pranter | 0:1 (46.) Zlatko Dedič, 1:1 (63.) Sebastian Feyrer, 2:1 (99.) Thomas Mayer, 2:2 (105., Elfmeter.) Benjamin Pranter | 0:1 (46.) Zlatko Dedič, 1:1 (63.) Sebastian Feyrer, 2:1 (99.) Thomas Mayer, 2:2 (105., Elfmeter.) Benjamin Pranter | 0:1 (46.) Zlatko Dedič, 1:1 (63.) Sebastian Feyrer, 2:1 (99.) Thomas Mayer, 2:2 (105., Elfmeter.) Benjamin Pranter |
| 08.02.2020 / 9.153 | BL | – | BL | LASK | – | SK Sturm Graz | 2:0 (0:0) |
| SR: Altmann        | Torschützen: | Torschützen: | Torschützen: | 1:0 (61.) Klauss, 2:0 (90+4.) Husein Balić | 1:0 (61.) Klauss, 2:0 (90+4.) Husein Balić | 1:0 (61.) Klauss, 2:0 (90+4.) Husein Balić | 1:0 (61.) Klauss, 2:0 (90+4.) Husein Balić |
| 09.02.2020 / 2.800 | 2L | – | BL | SKU Amstetten | – | FC Red Bull Salzburg | 0:3 (0:1) |
| SR: Ciochirca      | Torschützen: | Torschützen: | Torschützen: | 0:1 (10.) Masaya Okugawa, 0:2 (52.) Zlatko Junuzović, 0:3 (75.) Enock Mwepu | 0:1 (10.) Masaya Okugawa, 0:2 (52.) Zlatko Junuzović, 0:3 (75.) Enock Mwepu | 0:1 (10.) Masaya Okugawa, 0:2 (52.) Zlatko Junuzović, 0:3 (75.) Enock Mwepu | 0:1 (10.) Masaya Okugawa, 0:2 (52.) Zlatko Junuzović, 0:3 (75.) Enock Mwepu |
| Legende:           | BL = Bundesliga (1. Leistungsstufe) – 2L = 2. Liga (2. Leistungsstufe) RL = Regionalliga (3. Leistungsstufe) – EL= Eliteliga Vorarlberg/Tirol/Salzburg (3. Leistungsstufe) – LL = Landesliga (4. Leistungsstufe) – L5 = 5. Leistungsstufe M = amtierender Meister – C = amtierender Cupsieger – LC = amtierender Landescupsieger n. V. = Nach Verlängerung – i. E. = im Elfmeterschießen | BL = Bundesliga (1. Leistungsstufe) – 2L = 2. Liga (2. Leistungsstufe) RL = Regionalliga (3. Leistungsstufe) – EL= Eliteliga Vorarlberg/Tirol/Salzburg (3. Leistungsstufe) – LL = Landesliga (4. Leistungsstufe) – L5 = 5. Leistungsstufe M = amtierender Meister – C = amtierender Cupsieger – LC = amtierender Landescupsieger n. V. = Nach Verlängerung – i. E. = im Elfmeterschießen | BL = Bundesliga (1. Leistungsstufe) – 2L = 2. Liga (2. Leistungsstufe) RL = Regionalliga (3. Leistungsstufe) – EL= Eliteliga Vorarlberg/Tirol/Salzburg (3. Leistungsstufe) – LL = Landesliga (4. Leistungsstufe) – L5 = 5. Leistungsstufe M = amtierender Meister – C = amtierender Cupsieger – LC = amtierender Landescupsieger n. V. = Nach Verlängerung – i. E. = im Elfmeterschießen | BL = Bundesliga (1. Leistungsstufe) – 2L = 2. Liga (2. Leistungsstufe) RL = Regionalliga (3. Leistungsstufe) – EL= Eliteliga Vorarlberg/Tirol/Salzburg (3. Leistungsstufe) – LL = Landesliga (4. Leistungsstufe) – L5 = 5. Leistungsstufe M = amtierender Meister – C = amtierender Cupsieger – LC = amtierender Landescupsieger n. V. = Nach Verlängerung – i. E. = im Elfmeterschießen | BL = Bundesliga (1. Leistungsstufe) – 2L = 2. Liga (2. Leistungsstufe) RL = Regionalliga (3. Leistungsstufe) – EL= Eliteliga Vorarlberg/Tirol/Salzburg (3. Leistungsstufe) – LL = Landesliga (4. Leistungsstufe) – L5 = 5. Leistungsstufe M = amtierender Meister – C = amtierender Cupsieger – LC = amtierender Landescupsieger n. V. = Nach Verlängerung – i. E. = im Elfmeterschießen | BL = Bundesliga (1. Leistungsstufe) – 2L = 2. Liga (2. Leistungsstufe) RL = Regionalliga (3. Leistungsstufe) – EL= Eliteliga Vorarlberg/Tirol/Salzburg (3. Leistungsstufe) – LL = Landesliga (4. Leistungsstufe) – L5 = 5. Leistungsstufe M = amtierender Meister – C = amtierender Cupsieger – LC = amtierender Landescupsieger n. V. = Nach Verlängerung – i. E. = im Elfmeterschießen | BL = Bundesliga (1. Leistungsstufe) – 2L = 2. Liga (2. Leistungsstufe) RL = Regionalliga (3. Leistungsstufe) – EL= Eliteliga Vorarlberg/Tirol/Salzburg (3. Leistungsstufe) – LL = Landesliga (4. Leistungsstufe) – L5 = 5. Leistungsstufe M = amtierender Meister – C = amtierender Cupsieger – LC = amtierender Landescupsieger n. V. = Nach Verlängerung – i. E. = im Elfmeterschießen |

## Halbfinale
Für das Halbfinale haben sich folgende Mannschaften qualifiziert:
| Bundesliga (2)                | 2. Liga (2)                                 |
| ----------------------------- | ------------------------------------------- |
| - LASK - FC Red Bull Salzburg | - FC Wacker Innsbruck - SC Austria Lustenau |

### Paarungen des Halbfinales
Die Spiele des Halbfinales wurden am Mittwoch, dem 4. und Donnerstag, dem 5. März 2020 ausgetragen:
| Datum / Zuschauer | Liga | Liga | Liga | Heimmannschaft | | Gastmannschaft | Ergebnis |
| ----------------- | --- | --- | --- | --- | --- | --- | --- |
| 04.03.2020        | 2L | – | 2L | SC Austria Lustenau | – | FC Wacker Innsbruck | 1:0 (1:0) |
| SR: Muckenhammer  | Torschützen: | Torschützen: | Torschützen: | 1:0 (44., Elfmeter) Ronivaldo | 1:0 (44., Elfmeter) Ronivaldo | 1:0 (44., Elfmeter) Ronivaldo | 1:0 (44., Elfmeter) Ronivaldo |
| 05.03.2020        | BL | – | BL | FC Red Bull Salzburg | – | LASK | 1:0 (0:0) |
| SR: Schörgenhofer | Torschützen: | Torschützen: | Torschützen: | 1:0 (50.) Hwang | 1:0 (50.) Hwang | 1:0 (50.) Hwang | 1:0 (50.) Hwang |
| Legende:          | BL = Bundesliga (1. Leistungsstufe) – 2L = 2. Liga (2. Leistungsstufe) RL = Regionalliga (3. Leistungsstufe) – EL= Eliteliga Vorarlberg/Tirol/Salzburg (3. Leistungsstufe) – LL = Landesliga (4. Leistungsstufe) – L5 = 5. Leistungsstufe M = amtierender Meister – C = amtierender Cupsieger – LC = amtierender Landescupsieger n. V. = Nach Verlängerung – i. E. = im Elfmeterschießen | BL = Bundesliga (1. Leistungsstufe) – 2L = 2. Liga (2. Leistungsstufe) RL = Regionalliga (3. Leistungsstufe) – EL= Eliteliga Vorarlberg/Tirol/Salzburg (3. Leistungsstufe) – LL = Landesliga (4. Leistungsstufe) – L5 = 5. Leistungsstufe M = amtierender Meister – C = amtierender Cupsieger – LC = amtierender Landescupsieger n. V. = Nach Verlängerung – i. E. = im Elfmeterschießen | BL = Bundesliga (1. Leistungsstufe) – 2L = 2. Liga (2. Leistungsstufe) RL = Regionalliga (3. Leistungsstufe) – EL= Eliteliga Vorarlberg/Tirol/Salzburg (3. Leistungsstufe) – LL = Landesliga (4. Leistungsstufe) – L5 = 5. Leistungsstufe M = amtierender Meister – C = amtierender Cupsieger – LC = amtierender Landescupsieger n. V. = Nach Verlängerung – i. E. = im Elfmeterschießen | BL = Bundesliga (1. Leistungsstufe) – 2L = 2. Liga (2. Leistungsstufe) RL = Regionalliga (3. Leistungsstufe) – EL= Eliteliga Vorarlberg/Tirol/Salzburg (3. Leistungsstufe) – LL = Landesliga (4. Leistungsstufe) – L5 = 5. Leistungsstufe M = amtierender Meister – C = amtierender Cupsieger – LC = amtierender Landescupsieger n. V. = Nach Verlängerung – i. E. = im Elfmeterschießen | BL = Bundesliga (1. Leistungsstufe) – 2L = 2. Liga (2. Leistungsstufe) RL = Regionalliga (3. Leistungsstufe) – EL= Eliteliga Vorarlberg/Tirol/Salzburg (3. Leistungsstufe) – LL = Landesliga (4. Leistungsstufe) – L5 = 5. Leistungsstufe M = amtierender Meister – C = amtierender Cupsieger – LC = amtierender Landescupsieger n. V. = Nach Verlängerung – i. E. = im Elfmeterschießen | BL = Bundesliga (1. Leistungsstufe) – 2L = 2. Liga (2. Leistungsstufe) RL = Regionalliga (3. Leistungsstufe) – EL= Eliteliga Vorarlberg/Tirol/Salzburg (3. Leistungsstufe) – LL = Landesliga (4. Leistungsstufe) – L5 = 5. Leistungsstufe M = amtierender Meister – C = amtierender Cupsieger – LC = amtierender Landescupsieger n. V. = Nach Verlängerung – i. E. = im Elfmeterschießen | BL = Bundesliga (1. Leistungsstufe) – 2L = 2. Liga (2. Leistungsstufe) RL = Regionalliga (3. Leistungsstufe) – EL= Eliteliga Vorarlberg/Tirol/Salzburg (3. Leistungsstufe) – LL = Landesliga (4. Leistungsstufe) – L5 = 5. Leistungsstufe M = amtierender Meister – C = amtierender Cupsieger – LC = amtierender Landescupsieger n. V. = Nach Verlängerung – i. E. = im Elfmeterschießen |

## Endspiel
Das Endspiel sollte am Freitag, dem 1. Mai 2020, ausgetragen werden, wurde jedoch aufgrund der COVID-19-Pandemie verschoben. Als Ausweichtermin wurde im Rahmen einer Klubkonferenz der 29. Mai benannt, an dem die Partie unter dem Ausschluss von Zuschauern stattfand.
| Paarung              | SC Austria Lustenau – FC Red Bull Salzburg |
| Ergebnis             | 0:5 (0:2) |
| Datum                | 29. Mai 2020 |
| Stadion              | Wörthersee Stadion, Klagenfurt am Wörthersee |
| Zuschauer            | keine |
| Schiedsrichter       | Muckenhammer (Ostermiething) |
| Tore                 | 0:1 Szoboszlai (19.) 0:2 Štumberger (21., Eigentor) 0:3 Okafor (53.) 0:4 Ashimeru (65.) 0:5 Koïta (79.)                                                                                                  |
| SC Austria Lustenau  | Eres – Schilling (75. Avramović), Štumberger, Feyrer, Lageder – Freitag, Tiefenbach (55. Katnik), Grabher (62. Steinwender) – Mayer (55. Wallace), Ronivaldo, Ranacher Cheftrainer: Roman Mählich        |
| FC Red Bull Salzburg | Stankovic – Ulmer (86. Farkas), Wöber (78. Onguéné), Ramalho, Vallci – Szoboszlai, Junuzović (68. Bernede), Ashimeru, Okafor – Hwang (68. Koïta), Daka (78. Adeyemi) Cheftrainer: Jesse Marsch ( Kanada) |
| Gelbe Karten         | Vallci (75.) – Tiefenbach (38.), Freitag (51.) |
| Besonderheiten       | pro Mannschaft waren bis zu fünf Wechsel erlaubt |

## Torschützenliste
| Rang            | Spieler               | Natio- nalität | Verein               | Tore gesamt | davon in Runde | davon in Runde | davon in Runde | davon in Runde | davon in Runde | davon in Runde |
| Rang            | Spieler               | Natio- nalität | Verein               | Tore gesamt | 1.             | 2.             | 3.             | 4.             | 5.             | 6.             |
| --------------- | --------------------- | -------------- | -------------------- | ----------- | -------------- | -------------- | -------------- | -------------- | -------------- | -------------- |
| 01.             | Ronivaldo             | Brasilien      | SC Austria Lustenau  | 7           | 5              | 1              | 0              | 0              | 1              | 0              |
| 02.             | Shon Weissman         | Israel         | Wolfsberger AC       | 5           | 2              | 3              | 0              | –              | –              | –              |
| 02.             | Daniel Maderner       | Osterreich     | SKU Amstetten        | 5           | 2              | 3              | 0              | 0              | –              | –              |
| 02.             | Dominik Weiss         | Osterreich     | FC Gleisdorf 09      | 5           | 3              | 2              | 0              | –              | –              | –              |
| 05.             | Kelvin Yeboah         | Ghana          | WSG Tirol            | 4           | 0              | 4              | 0              | 0              | –              | –              |
| 05.             | Erling Haaland 1      | Norwegen       | FC Red Bull Salzburg | 4           | 3              | 0              | 1              | –              | –              | –              |
| 05.             | Murat Satin           | Osterreich     | FC Wacker Innsbruck  | 4           | 2              | 1              | 0              | 1              | 0              | –              |
| 05.             | Patrick Bürger        | Osterreich     | SV Mattersburg       | 4           | 4              | 0              | –              | –              | –              | –              |
| 05.             | Ertuğrul Yıldırım     | Osterreich     | FC Wacker Innsbruck  | 4           | 3              | 0              | 0              | 1              | 0              | –              |
| 10.             | Andy Reyes 2          | Costa Rica     | SC Austria Lustenau  | 3           | 0              | 3              | 0              | –              | –              | –              |
| 10.             | Klauss                | Brasilien      | LASK                 | 3           | 2              | 0              | 0              | 1              | 0              | –              |
| 10.             | Dominik Frieser       | Osterreich     | LASK                 | 3           | 2              | 0              | 1              | 0              | 0              | –              |
| 10.             | Marc Andre Schmerböck | Osterreich     | Wolfsberger AC       | 3           | 2              | 1              | 0              | –              | –              | –              |
| 10.             | Alexander Grünwald    | Osterreich     | FK Austria Wien      | 3           | 3              | 0              | –              | –              | –              | –              |
| 10.             | Fabian Schubert       | Osterreich     | FC Blau-Weiß Linz    | 3           | 3              | 0              | –              | –              | –              | –              |
| 10.             | David Peham           | Osterreich     | SKU Amstetten        | 3           | 0              | 1              | 2              | 0              | –              | –              |
| 10.             | Elvin Ibrisimovic     | Osterreich     | FC Wacker Innsbruck  | 3           | 2              | 1              | 0              | 0              | 0              | –              |
| 10.             | Christoph Monschein   | Osterreich     | FK Austria Wien      | 3           | 1              | 2              | –              | –              | –              | –              |
| Stand: Endstand |                       |                |                      |             |                |                |                |                |                |                |